# Rozsda Endre
Rozsda Endre (Mohács, 1913. november 18. – Párizs, 1999. szeptember 16.) festőművész, fotográfus.

## Élete

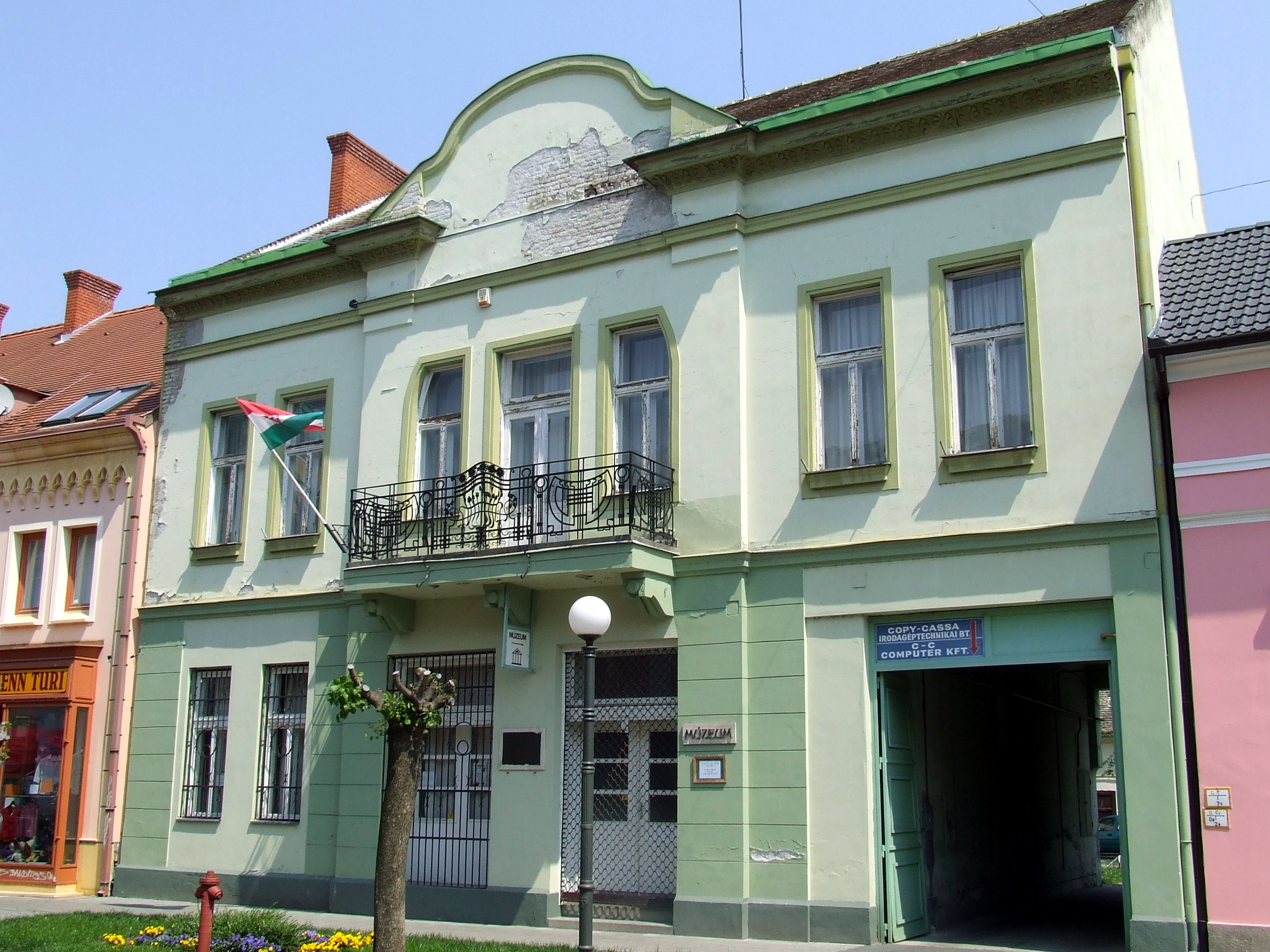
A családi ház Mohácson

Rozsda Endre polgári családba született Mohácson. Szülei Rosenthál Ernő Vilmos téglagyáros és Gomperz Olga Róza voltak. Gyermekkorának élményei az egész művészetét meghatározták. Olyan alkotói technikát fejlesztett ki, amelynek segítségével emlékeiből különleges szürrealista világot teremthetett: "Emlékeimből és a fényből sűrű szövetet szövök, amelyet addig szemlélek, amíg meg nem elevenedik, vissza nem bocsátja tekintetemet, és elém nem emelkedik. Az időt akarom megragadni, uralni, becsülni. Az idő, a sokszínű és csillogó felejtés; örömök és szenvedések, az idő gyöngyözik. Köröskörül befonom emlékeim borostyánját. Nem akarok sem vélekedni, sem magyarázni, hanem megérteni. Fejemet az időre hajtom, és hallgatom, mit mond."
Korán elhatározta, hogy nem a családja által neki szánt pályát választja, hanem festő lesz. Aba-Novák Vilmos iskolájában sajátította el a mestersége alapjait. Első egyéni kiállítása, amelyet 23 éves korában a Tamás Galériában rendeztek (1936), jelentős sikert aratott: a kritikák dicsérték, a Szépművészeti Múzeum is vásárolt képet tőle. „Meglepően komoly tehetség Rozsda. Öregasszonyokat, koldusnőket kevesen festettek úgy, mint ő. (…) Néhány szép képén ködből és fényből szőtt fátyol fokozza a valóságot zeneszerű tüneménnyé.” – méltatta a fiatal festőt az Est című lap kritikusa.
Korai festői korszaka, amely a magyarországi posztimpresszionista stílushoz kapcsolódott, egy Bartók-hangverseny hatására ért véget. A sikerei ellenére, Bartókot hallgatva értette meg, hogy a festészetében "nem kortársa saját magának". A szobrász Barta Lajossal Párizsba költözött (1938), ahol az École de Louvreban folytatott tanulmányokat. A francia fővárosban összebarátkozott Szenes Árpáddal, Vieira da Silvával és Françoise Gilotval (Picasso későbbi élettársával, akinek tanára lett). Megismerkedett Max Ernsttel és Alberto Giacomettivel. Festészete alapvetően megváltozott, és közel került a szürrealizmushoz. A német megszállás miatt kénytelen volt visszatérni Budapestre (1943), ahol egyéni szürrealista stílusa kiteljesedett (Égi és földi szerelem, 1947; Musée des Beaux-Arts de Dijon).
A háború után részt vett az Európai Iskola megalapításában, rendszeresen szerepelt a csoport kiállításain. Passuth Krisztina művészettörténész szerint Rozsda Endre volt az Európai Iskola egyik legkiemelkedőbb egyénisége. 1948-ban a csoport feloszlott, mert a rezsim nem tűrte az absztrakt és szürrealista művészetet. A következő években Rozsda könyvillusztrációkat készített, csak illegálisan festhetett, kiállításon természetesen nem mutathatta be a képeit.

Az '56-os forradalom leverése után végleg visszatért Franciaországba. Kapcsolatba került Raymond Quenaeuval és André Bretonnal, aki előszót írt a Furstenberg Galériában megrendezett kiállításához (1957). Részt vett a szürrealizmus nemzetközi kiállításán Milánóban (1961). Pár év múlva elnyerte a Copley-díjat (1964), melynek zsűrijében Hans Arp, Roberto Matta, Max Ernst, Man Ray, Roland Penrose, Sir Herbert Read és Marcel Duchamp foglalt helyet. 

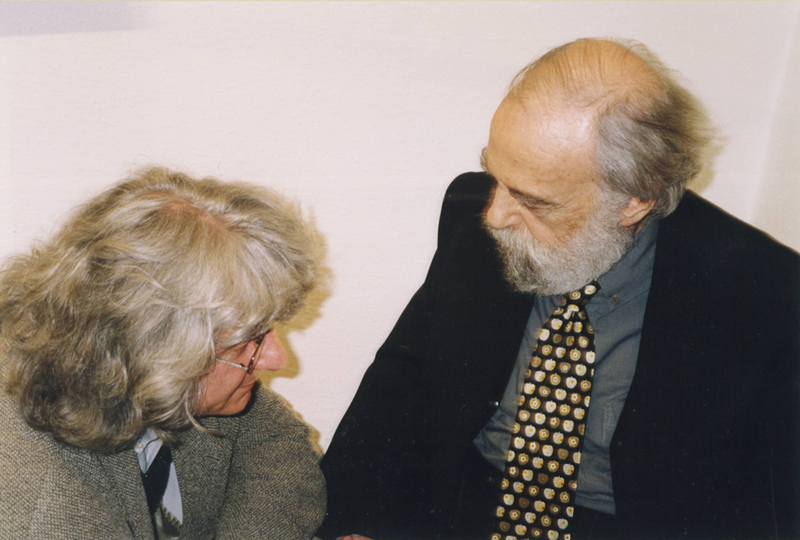
Rozsda Endre és Esterházy Péter a Várfok Galéria megnyitóján (1999).

Rozsda Endre festészete a 60-as évektől újra átalakult: architektonikusan felépített struktúrák és örvénylő színek ritmusának feszültségéből vagy harmóniájából rendkívüli részletgazdagságú mikrokozmoszokat hozott létre. Az a vágya, hogy "uralja az időt" és a valóságot feloldja a képzeletében, továbbra is a szürrealizmusból táplálkozott, de a kifejezés módját tekintve ez a korszaka már inkább a lírai absztrakcióhoz sorolható. 
1970-ben megkapta a francia állampolgárságot. 1979-ben a Bateau-Lavoirban rendezte be műtermét, ahol élete végéig dolgozott.
A rendszerváltás után Magyarországon is felfedezték az életművét: a Műcsarnokban a festményeiből (1998), a Szépművészeti Múzeumban a grafikai munkáiból (2001), a Mai Manó Múzeumban a fényképeiből (2004) rendeztek nagyszabású, retrospektív kiállítást. Születésének 100. évfordulója alkalmából a Magyar Nemzeti Galériában mutatták be a műveit.
Utolsó kiállítását, amelyen személyesen is jelen lehetett, Esterházy Péter nyitotta meg a budapesti Várfok Galériában (1999): "Ahogy a teremtés maga, ezek a képek is nehezen fedik föl önmagukat. Hosszan, elmélyülten, csöndesen keli őket nézni. (Persze mit nem...) de azért első pillantásra is mondanak valamit. Nyilván nem ugyanazt mondják, de mintha volna egy közös dallamuk. És ez a közös – meglehet, tévedek, és már megint, helytelenül, csak magamról beszélek – meglehetősen korszerűtlen, nem a kor szerinti: a Rozsda-képek mintha azt mondanák, hogy a világ szép. Lehet, hogy ez a szürrealizmus. A szürrealizmus mint etikai magatartás?" - tette fel a kérdést beszédében, hozzátéve: "Szívesen bebugyolálnám ezekbe a vásznakba a könyveim, jól éreznék ott magukat."
Rozsda Endre a Montmartre-i temetőben nyugszik Párizsban.

## A posztimpresszionizmustól a szürrealizmusig (1932-1937)
Rozsda Endre a kezdetekre így emlékezett: "Aba-Novák Szabad Iskolájában kezdtem tanulni a festészetet. A tanonca lettem. Egész életemben ez volt az egyik legfontosabb művészi és emberi tapasztalatom. Rendkívüli szerencse volt, hogy máshol tanulhattam a festészetet, mint a Képzőművészeti Iskolán, ahol szörnyen akadémikus volt az oktatás. Aba-Novák jó festő volt, de egyáltalán nem forradalmi. Gazdag és szabad személyiség volt."
Aba-Novákkal nagyon sokat festettek a szabadban. Mestere mellett részt vett a jászszentandrási és a szegedi freskók készítésében.
Képeit a posztimpresszionizmusból kiinduló szemlélet határozta meg. Eleinte sejtelmesen finom és napfénnyel elárasztott tájképeket, vékonyan felvitt, nagyobb színfoltokra épülő portrékat festett. A továbblépést, az egyéni látásmód kialakítását egyelőre nem a természetelvű ábrázolástól való eltávolodással, hanem merész kivágások alkalmazásával, a pasztell lágyságú tájképek után hol komor és melankolikus, hol vibrálóan erős csendéletek alkotásával kereste. A leheletfinom színeket lassan felváltották az expresszív, egymás között feszültséget teremtő, erőteljes pirosak, sárgák, lilák. A hétköznapi tárgyak és emberek érzékeny bemutatása helyébe elnagyoltan megfestett, szuggesztív formák léptek.
Első kiállítását, amelyhez Aba-Novák írta az ajánlót, ennek a folyamatnak a közepén, a Tamás Galériában rendezték. A Pesti Napló a következőket írta Rozsdáról: "Mindössze 22 éves, és feltűnően tehetséges. Csupa frissesség, rugalmas felkészültség, egészséges magabízás és eleven kísérletező kedv. Látszik, hogy kitűnő iskolája volt: Aba-Novák keze alatt tökéletes mesterségbeli készségre tett szert. Fölényes biztonsággal rajzol, fest, alakít, komponál, szinte játszva győzi le az első, izgalmas, szabad kalandozás akadályait. Mesterének igaza van, amikor azt mondja, hogy kialakult képszemlélete meghazudtolja korát."

Úgy tűnhetett, minden adott ahhoz, hogy az akadémikus irányzatoknál lényegesen modernebb, de az avantgárdon még inneni festészettel belesimuljon az akkori magyarországi áramlatok egyikébe. Ekkor érte  életének legfontosabb művészeti hatása, amely radikálisan megváltoztatta a gondolkodását és művészetét.

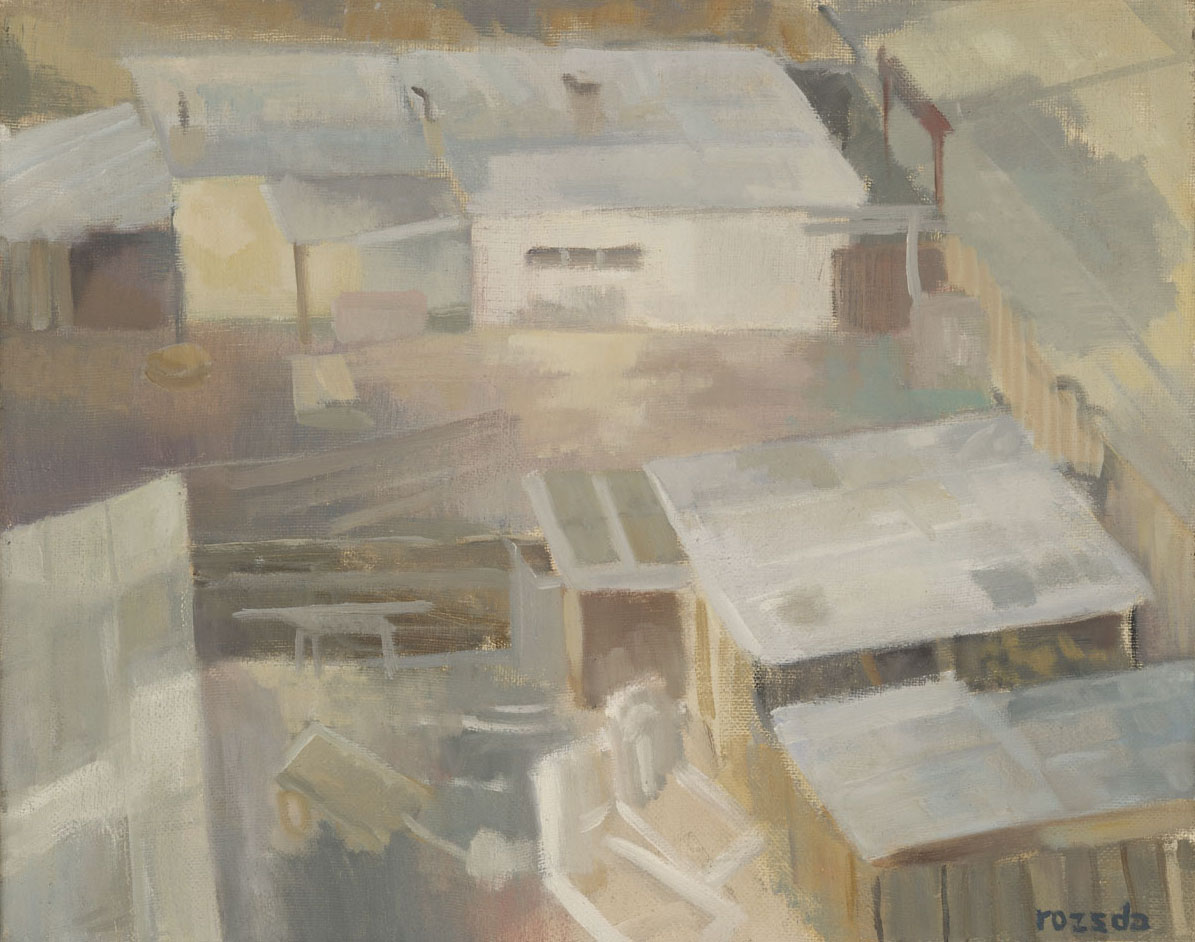
Grund - Pál utcai fiúk (1934)
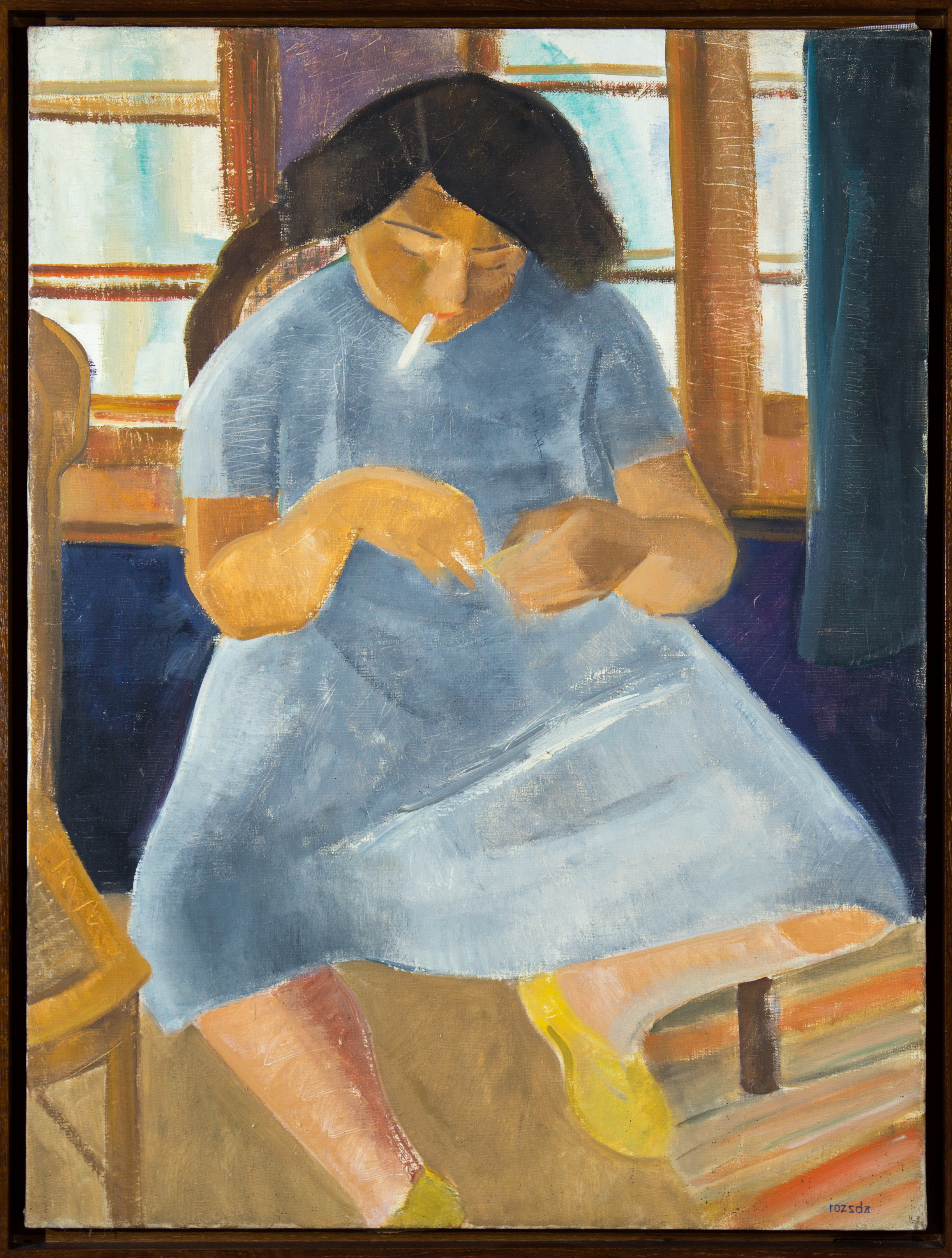
Cigarettázó lány (1934 körül)
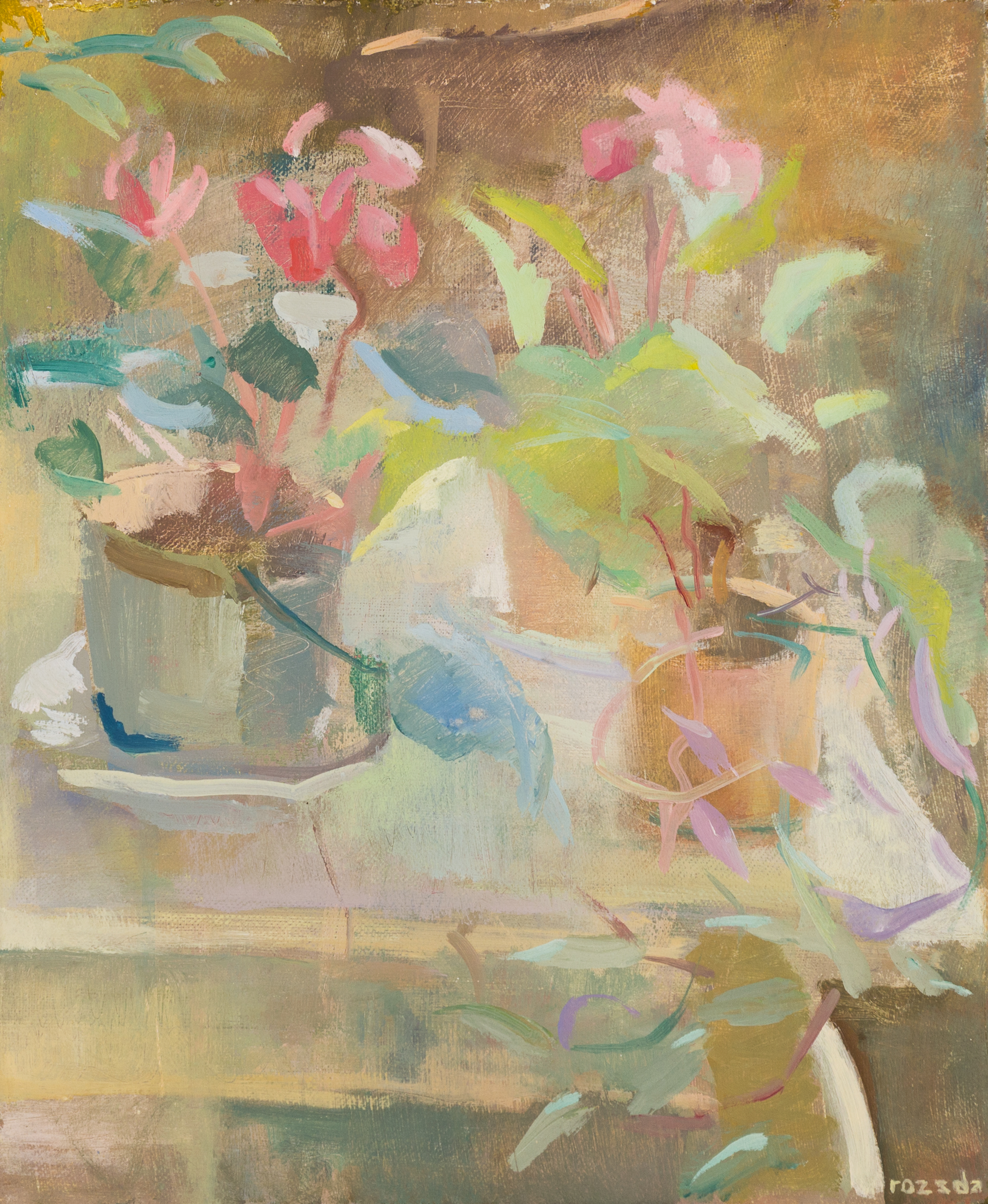
Ciklámen (1935)
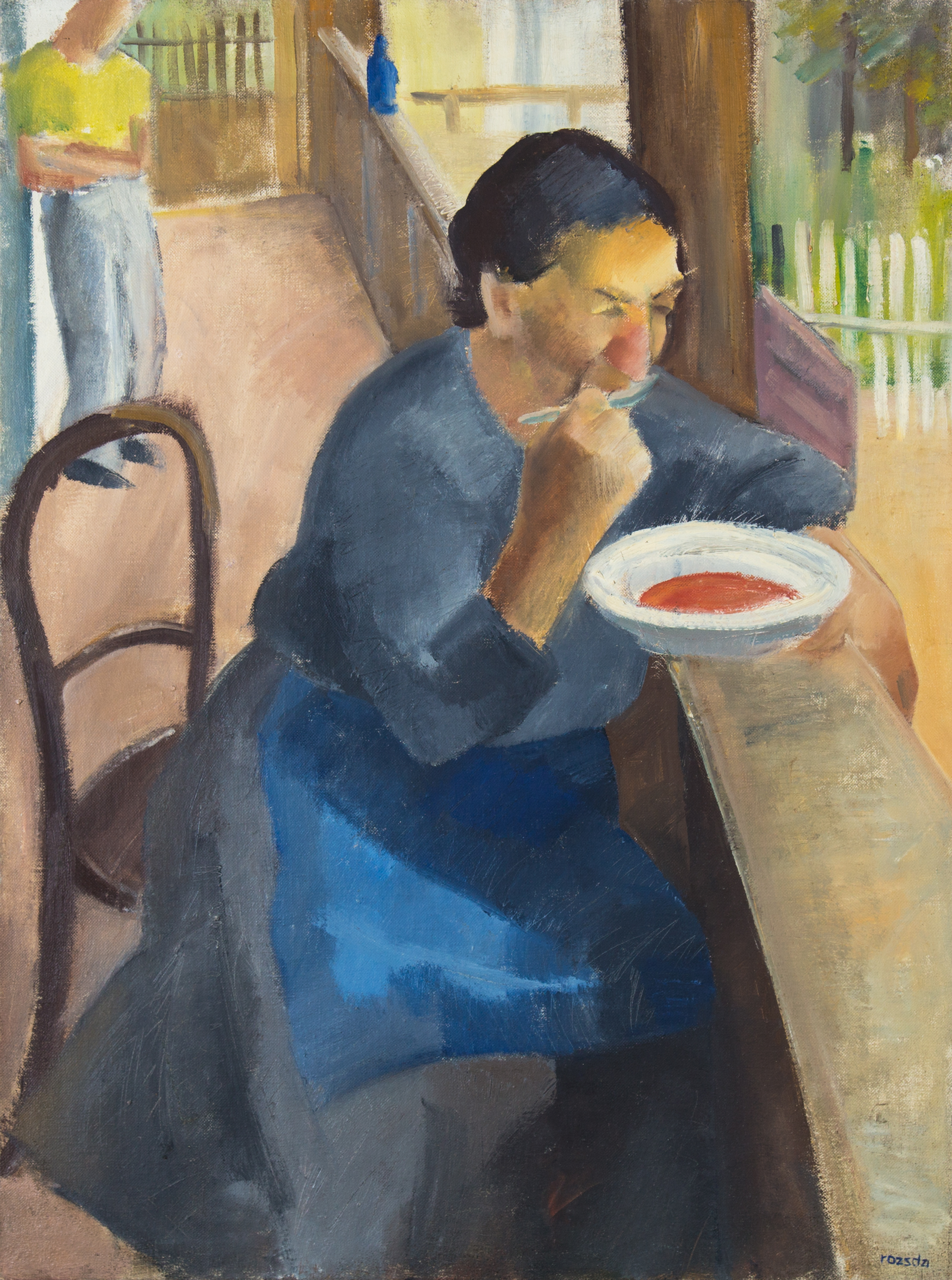
Ebéd a tornácon (1935)
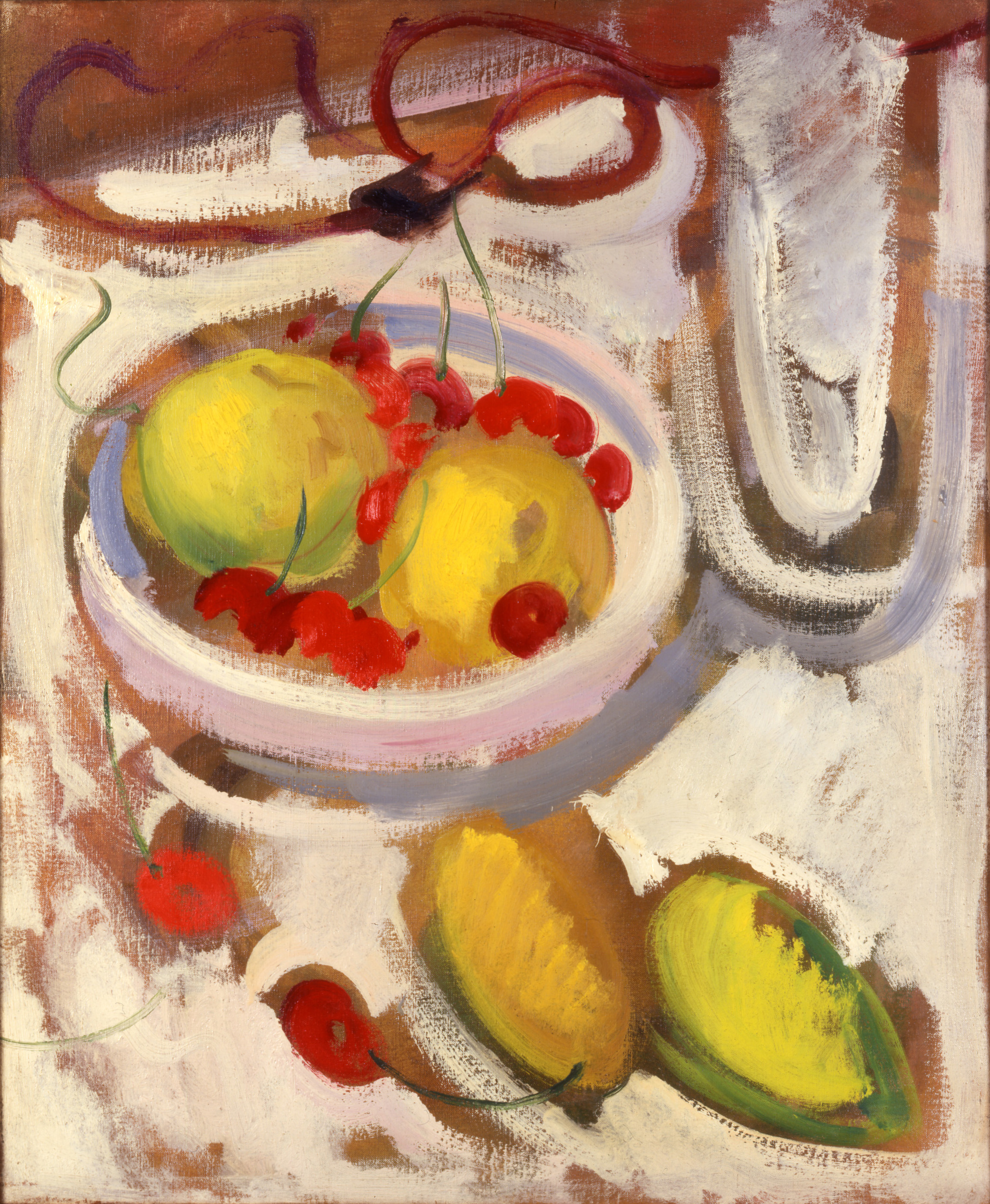
Almák és cseresznyék (1936)

## A szürrealista fordulat (1938-1944)
Rozsda erre a fordulatra így emlékezett vissza: "Épp Párizsba indulásom előtt teljesen véletlenül találkoztam egy baráti párral, festőkkel: Ámos Imrével és Anna Margittal. Azon az estén semmilyen programom nem volt. Hangversenyre hívtak a Zeneakadémiára. Ma este Bartók játszik - mondták. Bartók csak név volt számomra. Nem ismertem. (...) Bartók saját művét játszotta a feleségével: Zene húros hangszerekre, ütőkre és cselesztára, ami szerintem a 20. század egyik legfontosabb műve. Világpremier volt. Olyan helyen ültem, ahol jól láthattam Bartók kezét. El voltam kábulva. Soha nem gondoltam, hogy létezhet zene Bachon, Mozarton, Muszorgszkijon túl. Teljesen megrészegültem ettől a zenétől. (...) Ebben a pillanatban megértettem, hogy nem vagyok a magam kortársa."
Rozsda Endrét a francia fővárosban számos újabb impulzus érte. "Mikor Párizsba érkeztem, mindent faltam, ami feltárulkozott." - nyilatkozta később. A Montparnasse-on bérelt közös műtermet Barta Lajos szobrásszal. Belecseppenve a '30-as évek végének pezsgő kávéházi életébe, hamarosan megismerkedett azokkal a személyekkel, akik segítették abban, hogy a "saját maga kortársává" válhasson. Ebben a kísérletezős, útkeresős időszakában pár év alatt túllépett a posztimpresszionizmus keretein és eljutott a nonfigurativitásig. 

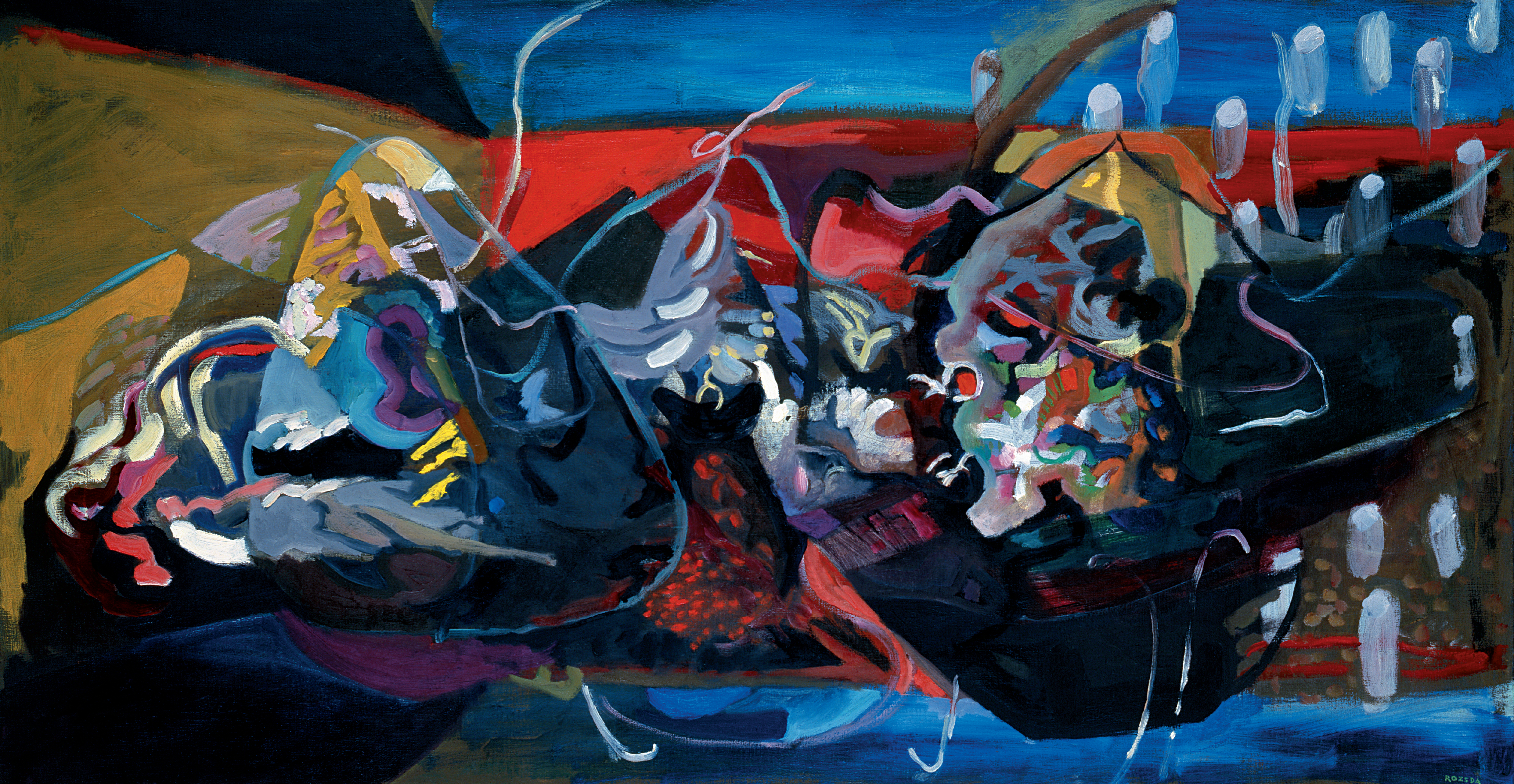
Az igaz királya (1942)

Ezt a folyamatot jól szemléltetik akkori munkái, amelyeken a figuratív ábrázolást lépésről lépésre felváltja az absztrakció: Ketten egyedül (1939), Császár a trónon (1939-1940), Almaágy (1942), Egy pohár víz vigyázza a hernyó születését (1943), Az igaz királya (1942).
Hivatalosan nem csatlakozott egyetlen művészi csoporthoz sem, de a gondolkodásmódját és az alkatát tekintve a szürrealisták álltak hozzá a legközelebb. Rozsda festői módszere, amelyet az élmények és az emlékek felszínre hozására, a tudat rejtett összefüggéseinek megmutatására dolgozott ki, erősen kapcsolódott a szürrealizmus programjához és a szürrealista alkotói technikákhoz.
A német megszállás miatt kénytelen volt elhagyni Franciaországot (1943), ezért szürrealista festészete Budapesten teljesedett ki. Magyarország ekkor már hadban állt, a törvények jogfosztottá tették a magyarországi zsidókat, a társadalom jelentős része támogatta a szélsőséges politikai erőket és nézeteket. Rozsda Endre édesanyját 1944-ben deportálták, ő a fővárosban bujkálva vészelte túl az üldözéseket. Rajongva tisztelt édesapját már évekkel korában elvesztette, amikor a nagy gazdasági válság idején öngyilkosság lett.
A személyes tragédiák és az átélt borzalmak bizonyára hozzájárultak ahhoz, hogy ezután még elszántabban olyan világok felfedezésére törekedjen, amelyekben nem a történelem kényszerei és a természet törvényszerűségei uralkodnak, hanem a képzelet erői. Ekkor keletkezett festményein az idő organikusan burjánzó szöveteként hálózza be a valóság lenyomataként megmaradt, a tudat mélyén átalakuló formákat. A háború szörnyűségei is megjelentek a vásznain: Haláltánc (1946-1947), Első lépéseim a pokolban (1947), Visszajáró kísértet (1951), Mártír gyerekek a paradicsomban (1958). "Izzó és sötét színekkel telített képek ezek, melyek egzisztencialista szorongását és az őt körülvevő történelmi drámát tükrözik" - állapította meg Françoise Gilot, aki úgy vélte, hogy ez a korszak jelentette Rozsda Endre "valóságos pokolra szállását".

## Európai Iskola (1945-1948)
Az absztrakt és szürrealista művészetért a háború előtti Magyarországon kevesen lelkesedtek. Amikor 1943-ban, Párizsból hazatérvén, Rozsda kiállította új műveit, a kritikusok értetlenkedtek. "Ismét absztrakt kiállítás. Nemrégiben az Alkotás Művészház egyik kiállításával kapcsolatosan már sommásan foglalkoztunk az absztrakt, azaz az élet minden valóságától elvonatkoztatott művészettel, egy elmúlt nemzedék hóbortjával." - írta egyikük. 

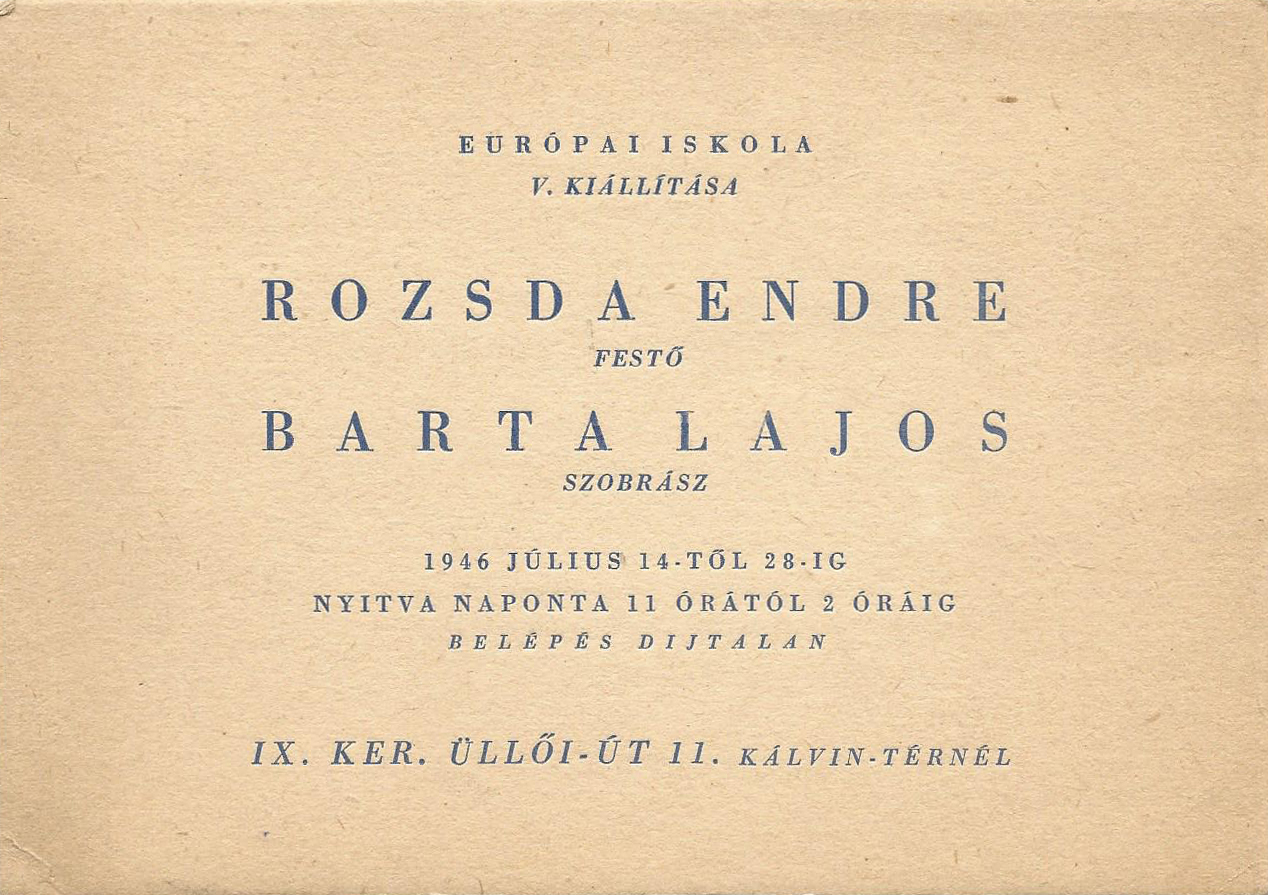
Meghívó az Európai Iskola kiállítására

Ebben a légkörben határozta el néhány művész, hogy létrehoznak egy új csoportosulást, amelynek legfőbb célja a kortárs európai művészeti tendenciák magyarországi bemutatása és elfogadtatása. A szabadság és a háború utáni újrakezdés eufóriája lehetőséget teremtett számukra, hogy előadásokat tarthassanak, alkothassanak és rendszeresen kiállíthassák műveiket.
"Rozsda az 1945-ben Budapesten megszülető csoportnak, az Európai Iskolának egyik legkiemelkedőbb egyénisége volt" - szögezte le Passuth Krisztina, aki párhuzamot vont a térhez és a kép felületéhez való viszonyban Rozsda és Max Ernst alkotói technikája között. A hasonlóság azért is érdekes szerinte, mert ezekben az években nem láthatták egymás képeit. "Mintha apró pihék, tollak vagy egészen finom fátylak töltenék ki a Rozsda-kompozíciókat. A kavargó, szétfoszló vagy ismét összesűrűsödő motívumok, részecskék legtöbbször mozgásukkal hatnak, nincsenek pontos körvonalak, nincs kezdet és vég." - írta.
Más elemzések is azt emelik ki, hogy ebben a korszakában Rozsda festészetét a szinte pszichedelikussá váló motívumburjánzás jellemzi. Mintha új univerzumok születésének első pillanatait látnánk, vagy éppen ellenkezőleg, a képein ősi galaxisok elmúlása tárulna fel: Tejút (1945), Repülés (1946), A nagyanyám lornyonja (1947).
Ezekre a látomásokra célozhatott Hamvas Béla, aki azt hangsúlyozta: "Rozsda Endre élő és fiatal szürrealista festőink között az, akiben ez a művészeti irány a legteljesebben bontakozik ki. (...) Műveiben eddig két forró pont jelentkezett: az egyik az erotikus álomfantázia, a másik ezzel egészen szorosan összefügg és körülbelül csak világtörténeti hasonlattal fejezhető ki. A leghelyesebb lenne azt mondani, hogy sajátos kaland-lovag-trubadúr-világ ez, elképzelhetetlen változatossággal és eseménybőséggel."

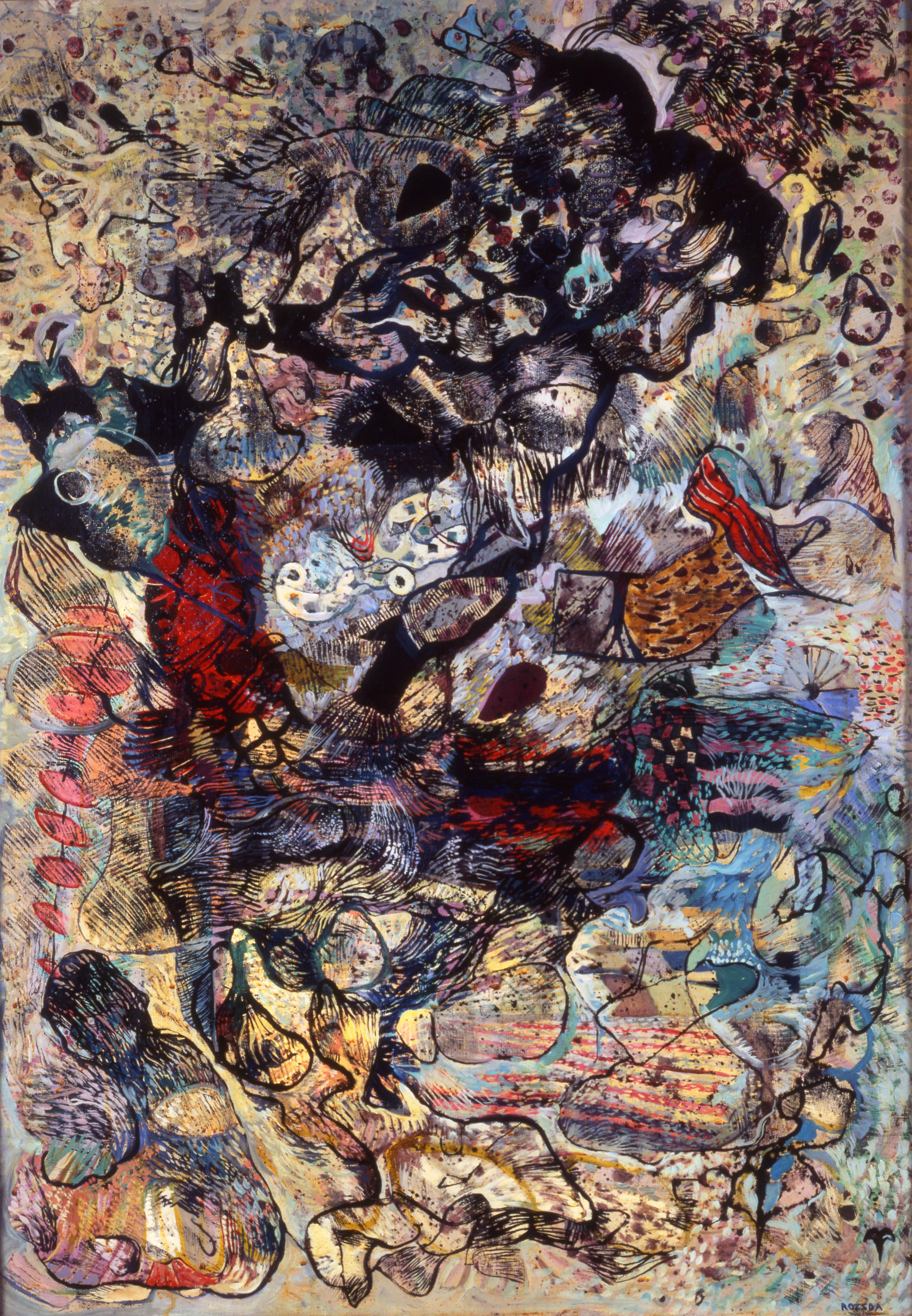
Repülés (1946)
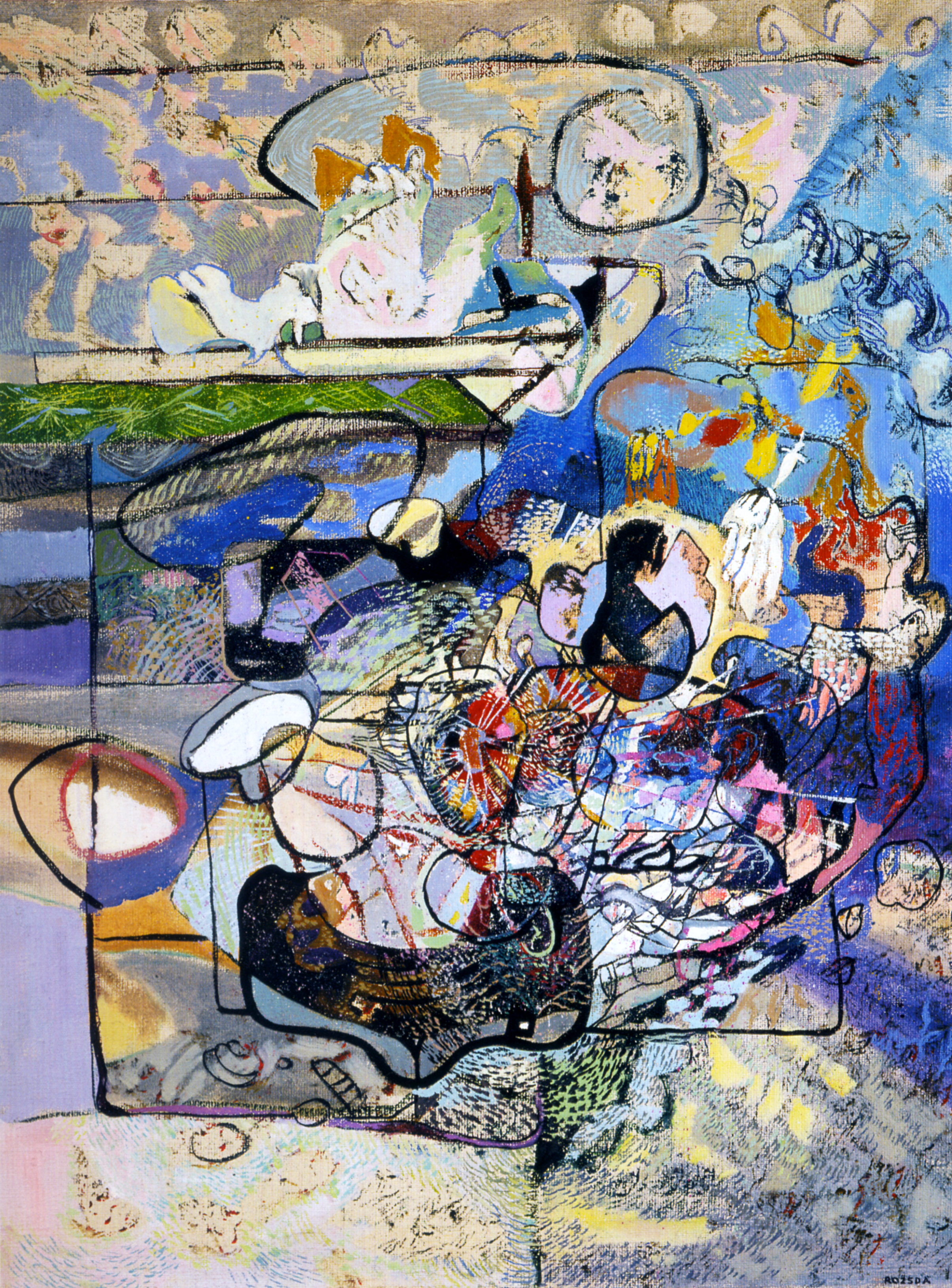
Égi és földi szerelem (1947)
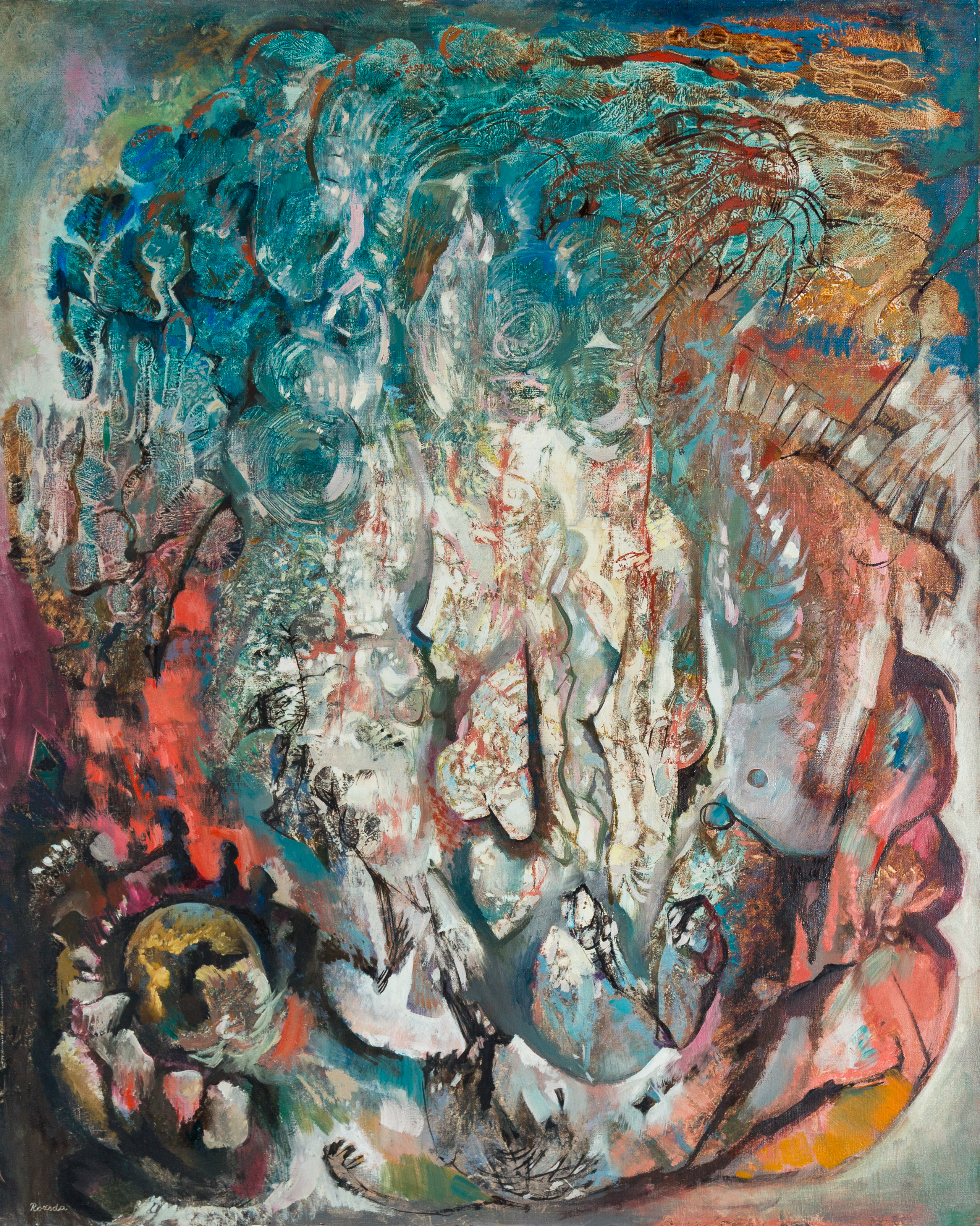
Első lépéseim a pokolban (1947)
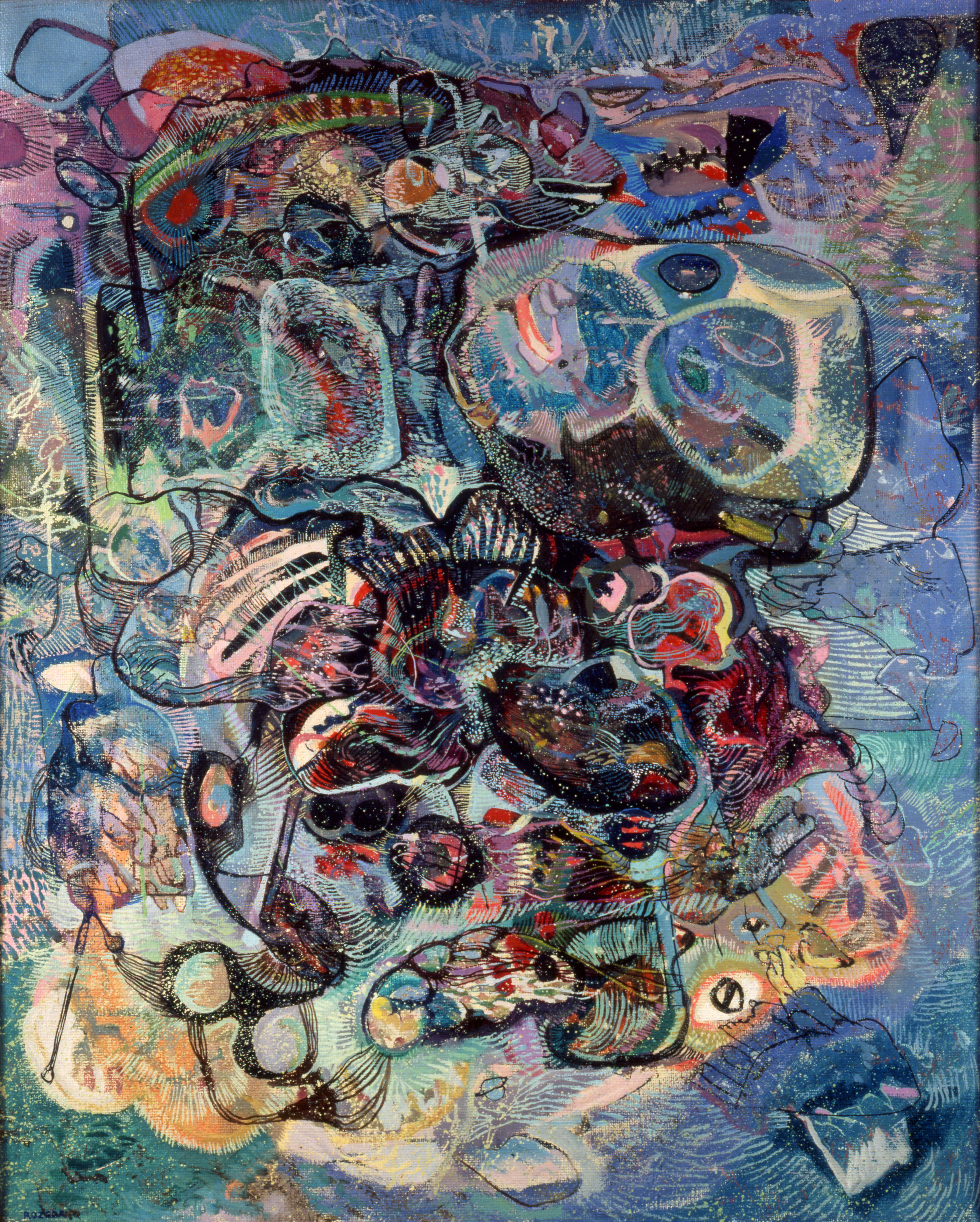
A nagyanyám lornyonja (1947)
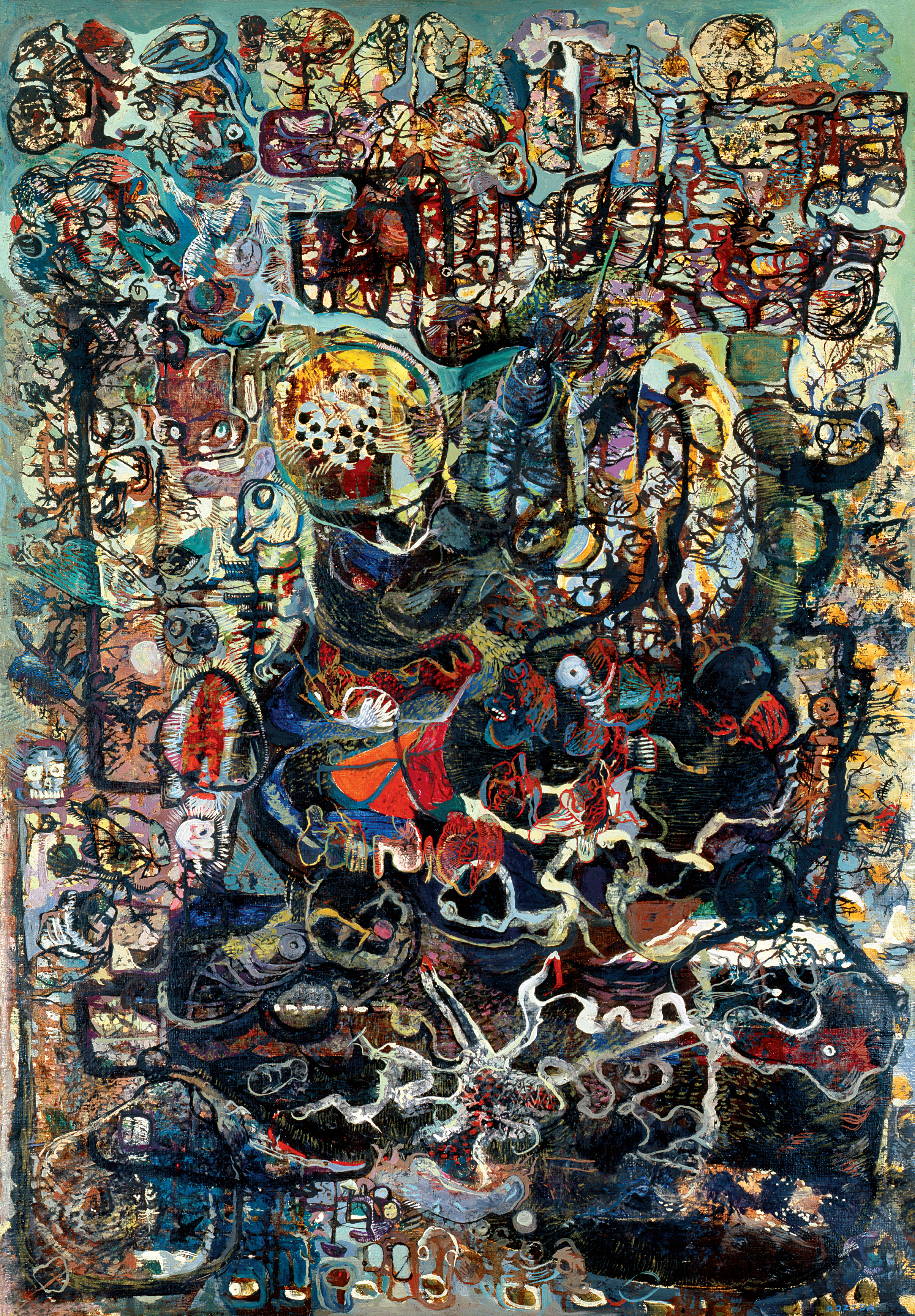
Haláltánc (1946-47)

## A tiltás évei (1949-1956)
A kommunista hatalom kiépülése után a nonfiguratív és a szürrealista művészet tiltólistára került. Az Európai Iskola kénytelen volt befejezni a tevékenységét.
Erre az időszakra Rozsda így emlékezett: "A kommunista rezsim bevezetésével a dolgok nagyon gyorsan haladtak. 1948-ban egész egyszerűen fel kellett oszlatni a csoportot. Az utolsó összejövetelünk a Japán kávéházban volt. Másnap megjelentettünk egy hirdetést az újságokban: Japánban megöltek egy Európait. Ez volt a vég."
Az absztrakt és szürrealista művészek titokban készíthettek ugyan a felfogásuknak megfelelő alkotásokat, de ezek a művek kiállításon nem szerepelhettek. Rozsda Endre kénytelen volt könyvillusztrációkat készíteni. Mivel festeni nem hagyták szabadon, a rajzolásba menekült. A mindig magánál hordott vázlatfüzetiben megörökítette az ötvenes évek Magyarországának hétköznapi szereplőit: értelmiségieket, parasztokat, pártembereket - a korszak jellegzetes figuráit. Ezeken az elegáns és érzékeny rajzokon nemcsak a koncertek, a fürdők, a bíróságok, a téeszek, a kórházak világa jelenik meg, de időnként az elnyomó rendszerrel szembeni ellenszenv is. Utóbbira példa az arctalan bíró ábrázolása éppúgy, mint a Sztálint részben kitakaró önarckép gúnyos hangvétele.
Mindeközben nem hagyta abba a szürrealista rajzok készítését sem, az egyetlen lehetőséget arra, hogy a valóság átértelmezésére irányuló szüntelen vágya megnyilvánulhasson (Szürrealista mese, 1955). A művészi szabadság korlátozását azonban egyre nehezebben viselte. Egy hónappal a forradalom előtt, 1956. szeptember 13-án közös nyilatkozatot írt alá Anna Margittal, Bálint Endrével, Barta Lajossal, Gadányi Jenővel és Korniss Dezsővel. "Vagyunk néhányan Magyarországon, akik sohasem adtuk fel ama meggyőződésünket, hogy a XX. századi művészetnek jelentős kulturális hivatása van. A legnehezebb körülmények között is folytattuk a munkánkat. (...) Modern művészetnek mi azt nevezzük, aki a XX. századi stílushoz tartozik és ebben a stílusban jelentős műveket alkot. Mindezek alapján követeljük, hogy a Szövetség változtassa meg velünk szemben követett politikáját. (...) Bennünket is megillet az a jog, hogy műveinket megfelelő helyen kiállíthassuk. Követeljük, hogy nézetünket minden fórumon elmondhassuk és így megszűnjék az a helyzet, hogy Magyarországot mesterségesen elszakítják a művészet fejlődésétől."
Ezt követően az aláírók - Jakovits Józseffel kiegészülve - Hetek néven kiállították alkotásaikat az esztergomi Balassa Bálint Múzeumban. A tárlatot az állami cenzúra azonnal betiltotta. Nem sokkal később kitört a forradalom.

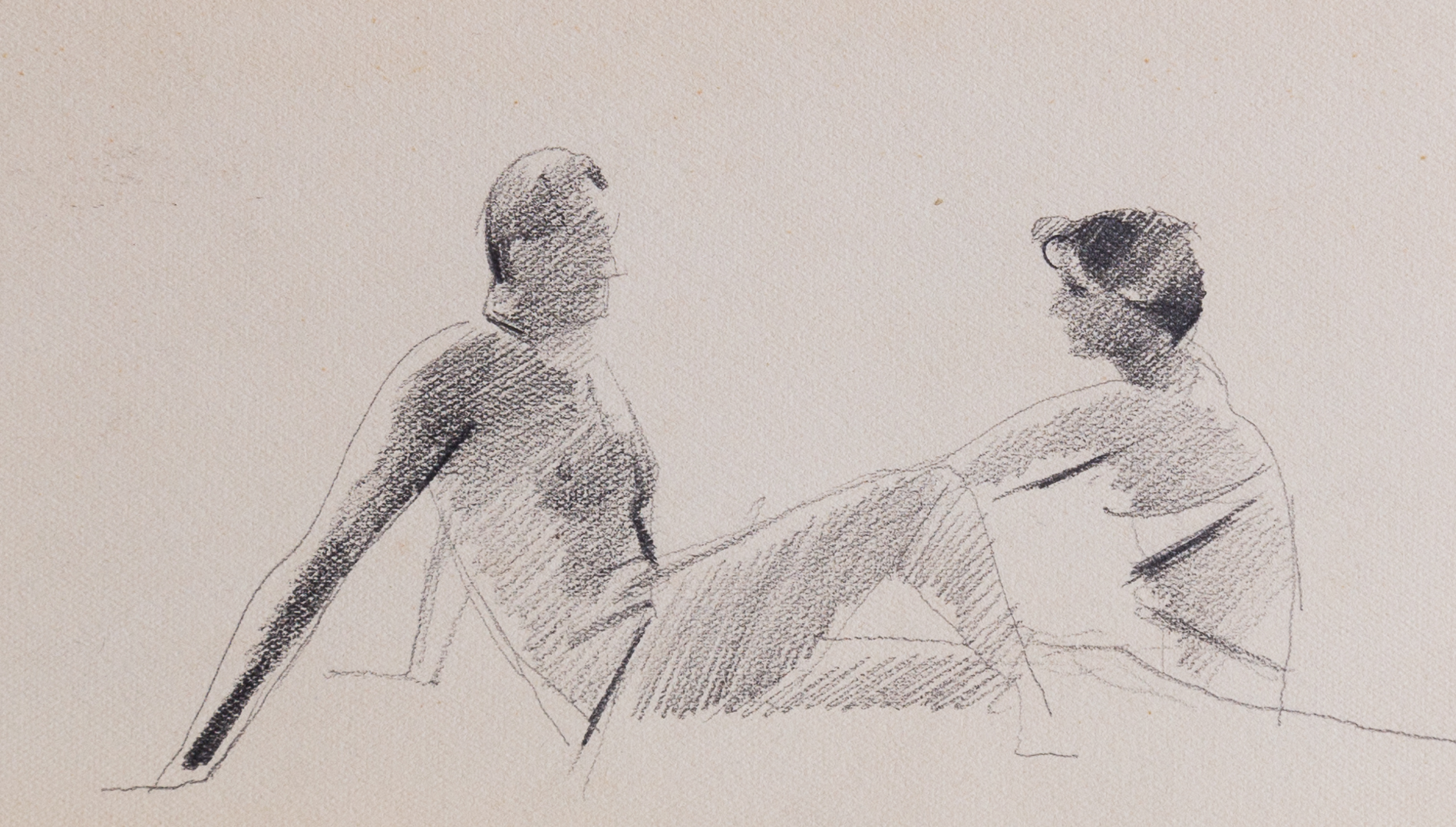
Fürdő (1955 körül)
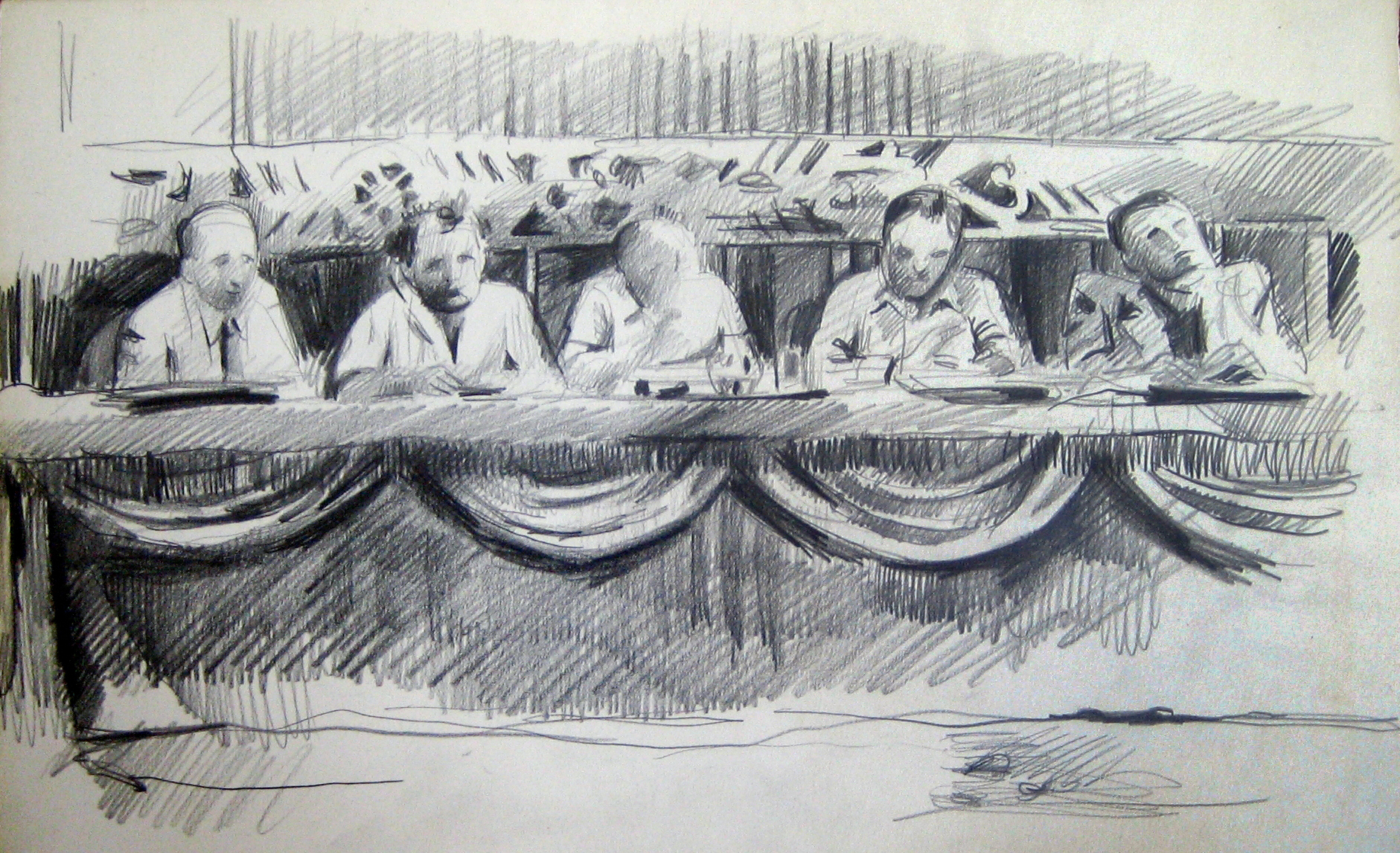
Elnökség (1950 körül)
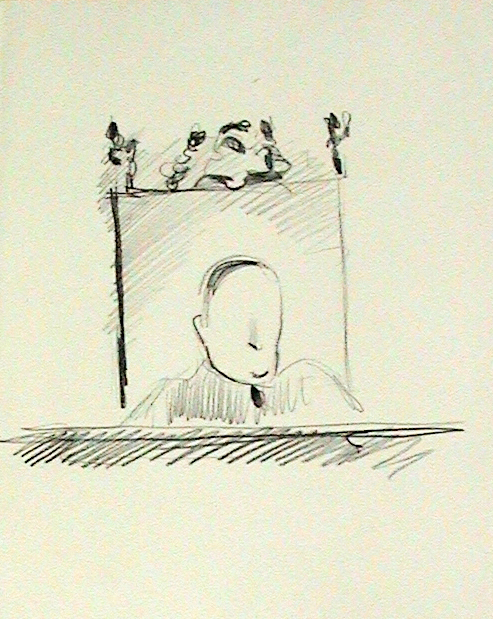
Bíró (1950 körül)
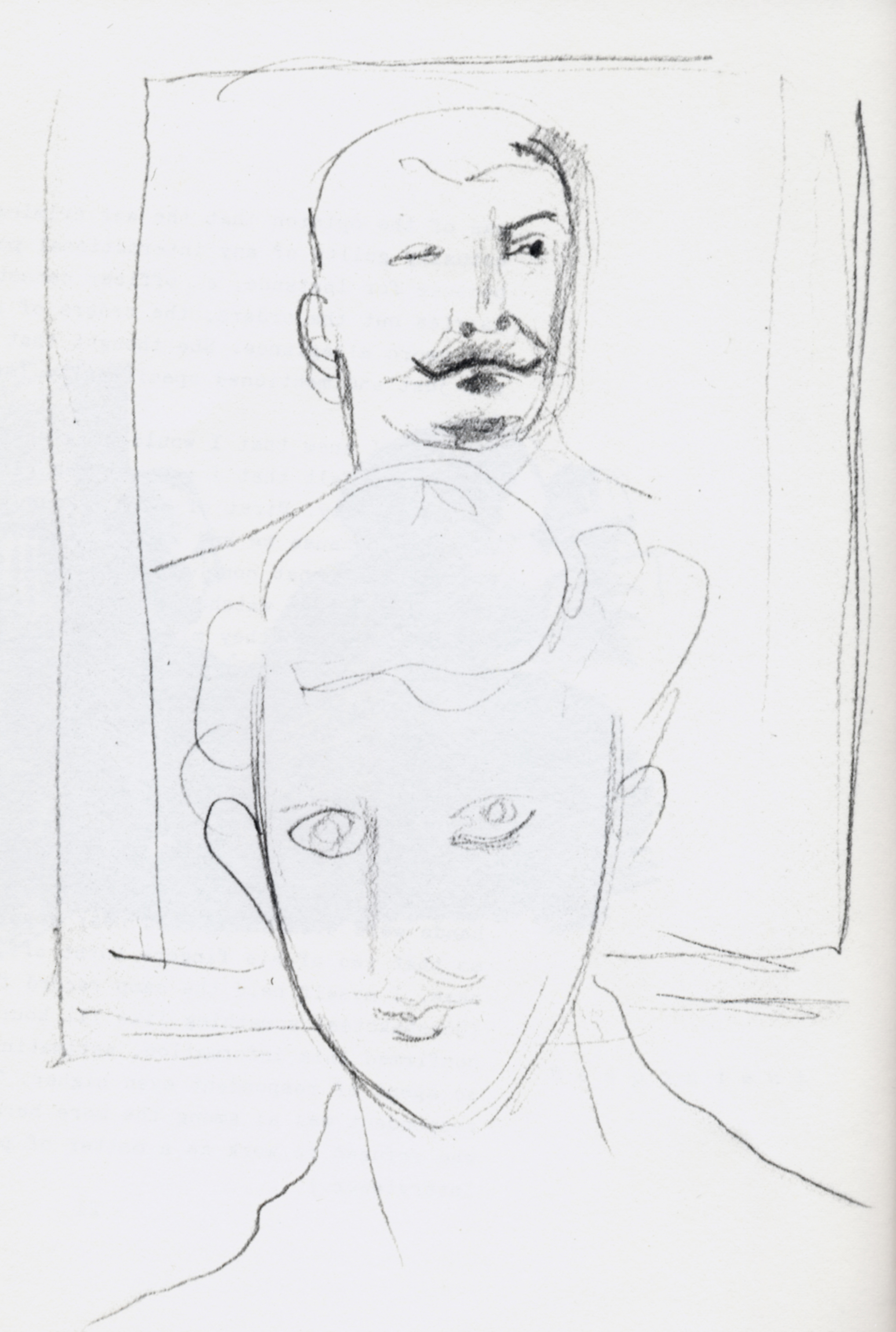
Önarckép Sztálinnal (1950)

## A szürrealizmus, mint kutatási tér (1957-1967)

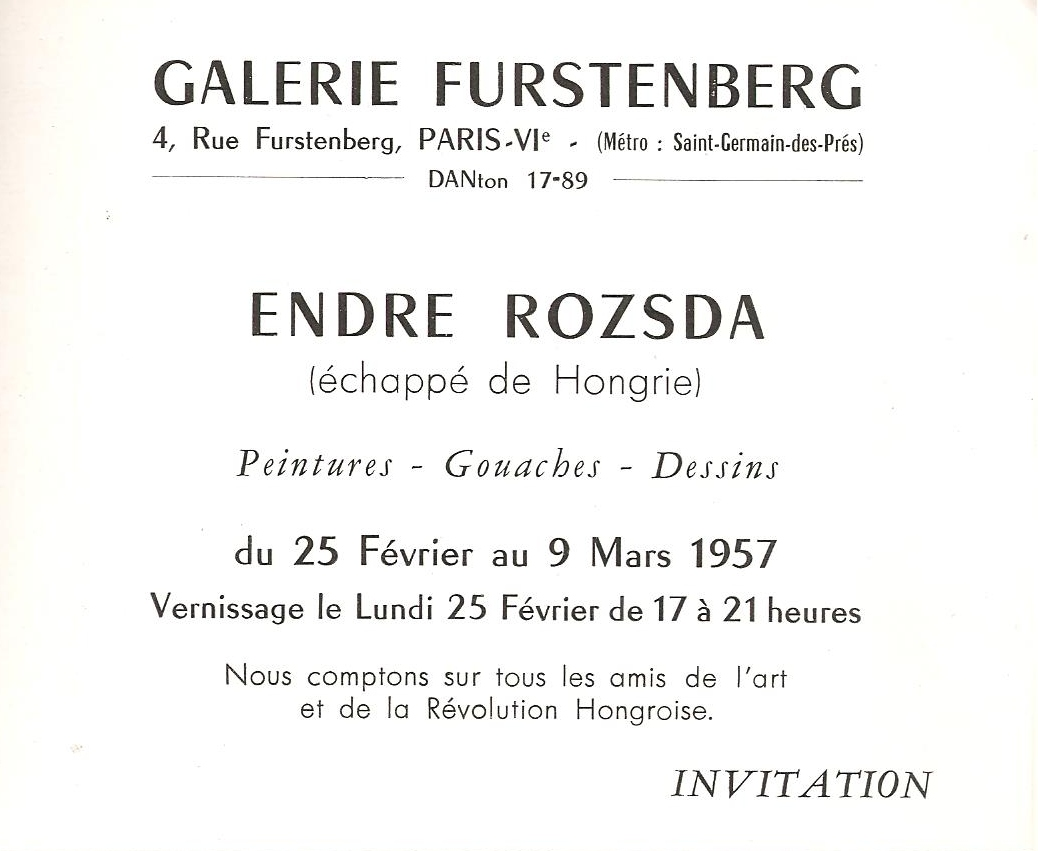
Meghívó a Furstenberg Galériában rendezett kiállításra

Az '56-os forradalom leverése után Rozsda Endre Párizsba menekült. A budapesti Francia intézet igazgatója segített neki a festményeit titokban kijuttatni az országból.

Néhány hónapon belül bemutathatta munkáit a szürrealisták egyik legfontosabb kiállítóhelyén, a Furstenberg Galériában. Az 1957-ben megrendezett tárlat előszavát André Breton írta, aki a szövegben így jellemezte Rozsda művészetét: "Halál és szerelem erői mérkőznek itt egymással: a legelszántabb szökevény a feketébe forduló levelek és az elpusztított szárnyak magmájába temetkezik, hogy természet és szellem az áldozatok ama legfénylőbbike által újuljon meg, amely a tavaszt hozza világra."

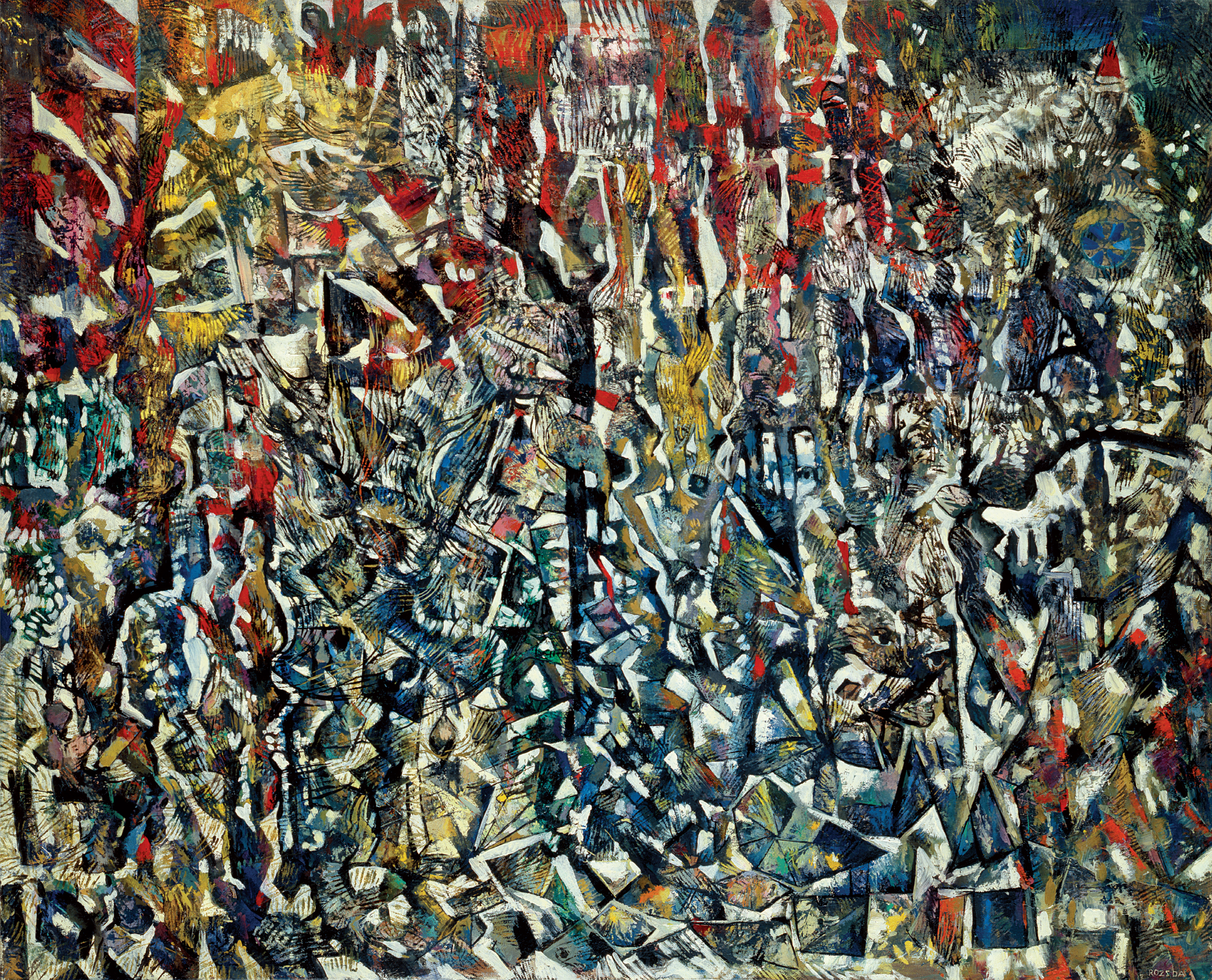
Bábel tornya (1958-1961)

A kiállítás jelentős elismerést hozott számára, egy kritikus az automatikus, szédítő részletektől vibráló művekben azt ünnepelte, hogy rajtuk keresztül a szürrealizmus ismét a legélesebb, legintenzívebb oldalát mutatja be. 1960-ban meghívást kapott az Antagonizmus elnevezésű csoportos kiállításra, melynek katalógusához Herbert Read írta a bevezetőt.
Rozsda ebben az időszakban ismerte meg Arturo Schwarz művészettörténészt, a szürrealizmus talán legtekintélyesebb gyűjtőjét, aki így emlékezett vissza a találkozásra: "André Breton javasolta nekem, hogy menjek el és nézzem meg ezt a fiatal magyart, aki egy csodálatos világ kulcsát birtokolja. Pontosan emlékszem a szavaira, mivel André számára a csodálatos fogalma sajátos jelentéssel bírt.”
Ennek a kapcsolatnak köszönhetően Rozsda egyik alkotása (Ablakok) is szerepelt a milánói Galleria Schwarz szervezésében, André Breton által 1961-ben megrendezett nemzetközi szürrealista kiállításon.
Egy interjúban arról beszélt, hogy a szürrealizmus számára elsősorban "kutatási teret" és szellemi ösztönzést jelentett. A Furstenberg Galériában bemutatott második kiállítása (1963) ennek a felfedező munkának az eredményeit mutatta be, de ezután a festészete ismét átalakult, és a lírai absztrakció irányába fejlődött tovább. A változás miatt megkérdezte Bretont, hogy még szürrealistának tekinthető-e, amit csinál. "Mivel a létről vallott felfogásom az, ezért szükségképpen szürrealista vagyok" - idézte fel a választ.
A következő években a motívumok pszichedelikus örvénylése fokozatosan alakult át architektonikus struktúrákká a festményein. Ezek a struktúrák nem geometrikusak vagy szabályosak, de mégis egyfajta rendezettség irányába mutatnak. Rozsda célja az lehetett, hogy a szilánkjaira hullott világot olyan komplex - a színek és a formák feszültségére és harmóniájára épülő - rendszerben teremtse újjá, amelyben már nem érvényesülnek a megszokott, háromdimenziós tér törvényei, ezáltal az idő horizontja is megjeleníthetővé válik. Például: Teljes súllyal az álomban (1960), Bábel tornya (1958-1961), Saphirogramme (1969).

## A szürrealizmuson túl (1968-1999)
Írásai szerint Rozsda Endrét az idő festészeti eszközökkel való megragadása foglalkoztatta a leginkább. Azé az időé, amely a szubjektív tudat számára átélhető és bejárható.
"Rozsda számára azonban a szubjektivitás többet jelentett az érzelmek ábrázolásánál, ő valahogy magát a tudatot akarta festői úton megragadni, azt a folyamatot, melynek során az ember létrehozza saját világát. Ennek megfelelően Rozsda festészetének másik vezérlő elve a közismert perspektivikus tér helyett az idő megfestése lett: az eltűnt idő és az elképzelhetetlen idő ábrázolása. Ebbe az irányba, a szürreális tér és idő irányába mutat Rozsda festői „technikája” is, a képek nonfiguratív struktúrája és készítés közbeni forgatása, amely egyrészt felszámolja a valós tér illúzióját, másrészt rejtélyes módon (több darabban és részletekben) meg is őrzi azt." - fejtette ki Hornyik Sándor, művészettörténész.

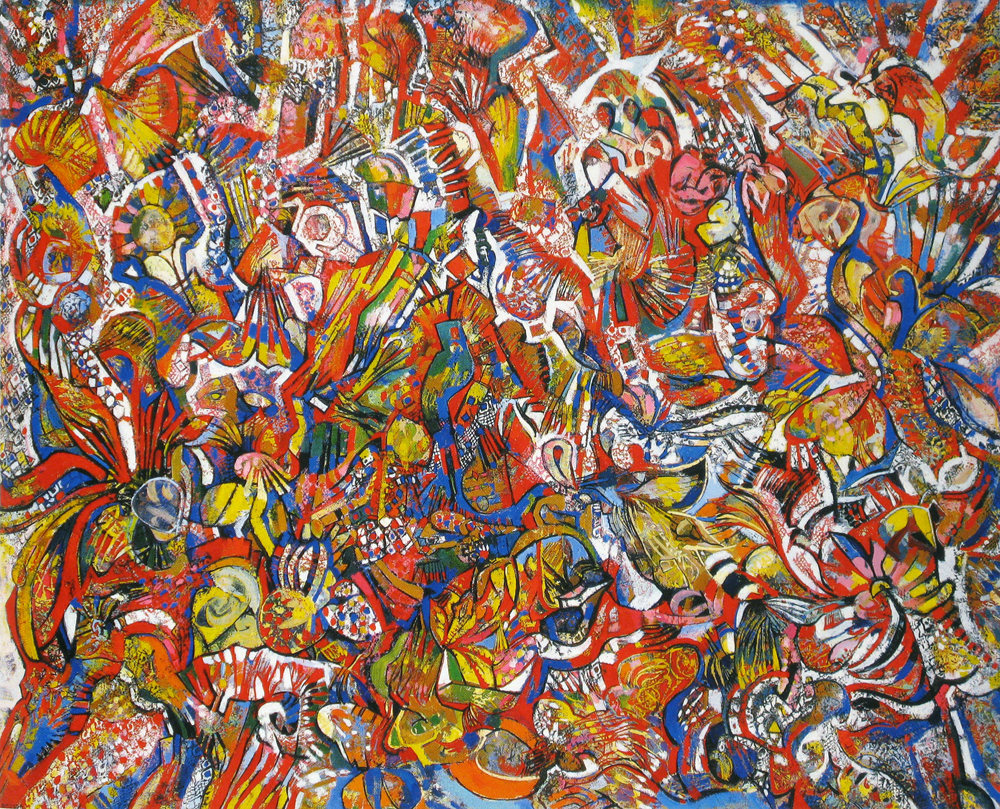
Hommage à Stravinsky (1976)

A hetvenes évektől kezdve a festményei a korábbiaknál is részletgazdagabbá váltak. A fényképezéssel kapcsolatos első gyerekkori élményeire emlékezve árulta el a következőket: "15-16 éves koromtól én hívtam elő és nagyítottam a képeimet. Lassanként kettős vonzerőt kezdtem érezni: rohanva fényképeztem, hogy elő tudjam hívni. Észrevettem, hogy a fényképezőgép közellátó, hogy a részletekben sokkal alkalmasabb arra, hogy igazán szép képet adjon, legalábbis számomra. Úgy gondolom, ez az alapja a festészetemnek. Ott van, megmaradt az az akarat, hogy részleteket állítsak elő."
Ennek megfelelően a képeinek felületét úgy építette fel, hogy a kis részletek tetszőleges variációban rendeződhessenek újra össze - a néző elméjében. Rozsda Endre azt akarta elérni, hogy a befogadó részese legyen az alkotás folyamatának. Ennek megvalósítására fejlesztette ki azt a módszert, melynek során a világot először végtelen változatosságú - hol figurális, hol nonfigurális - elemre bontja szét, hogy azután minden néző az egyéni látása szerint alkothasson új egészet ezekből az alkotóelemekből a szabad asszociáció és a képzelet segítségével. A szürrealizmus biztosította Rozsdának az eszközt arra, hogy a saját emlékeit és fantáziáját képileg bemutathatóvá tegye, de ő ennél többet szeretett volna: azt kívánta, hogy a néző alkotótárssá váljon, az atomjaira bontott és dekonstruált világot az ő tekintete teremtse újjá.
Úgy tűnik, ekkorra találta meg azt a festészeti nyelvet is, amely lehetővé tette számára, hogy a létezéssel kapcsolatos legalapvetőbb kérdéseket szemléltetni tudja. A hetvenes évek elejétől egymás után születtek meg nagy, metafizikai tárgyú képei: A lét örök titka (1971), Titokzatos jelkép (1974), Isten (1976), Beavatás (1976), Megmagyarázod az Istened (1980). Ezek a képek nagyszabású kísérletek arra, hogy a létezésnek azokat a tartományait, amelyek az emberi ész számára megismerhetetlenek és nyelvileg kifejezhetetlenek, festészeti eszközökkel próbálja érzékeltetni.
"Az évek teltével Rozsda nyelvezete atomizálódik, rétegződik, kibontakozik. Tulajdonképpen az érzékelhető tér fragmentálódásáról van szó, melynek az egzisztenciális és személyes tér-idővel történő fokozatos pótlása irodalmi vonalon Proust Az elveszett idő nyomában című művét idézi. A festő stílusa késői műveiben formailag egyre letisztultabbá válik. A forma-színek fokozatosan mindinkább magukban léteznek, önmaguk számára, miközben az emlékezetből érkező szubjektív hozzájárulás megkérdőjeleződik azáltal, hogy a beavatás jelenségéhez kapcsolható, valamint metafizikus természetű, kategorikus szükségszerűségek és kényszerűségek rendszerezik azt." - írta elemzésében Françoise Gilot, hozzátéve, hogy ezek az egyre zártabb kompozíciók időt és türelmet követelnek a nézőktől maguknak ahhoz, hogy lényegi gazdagságuk élvezhetővé váljon.
Erről Rozsda Endre azt mondta: "Azokat, akik majd nézik a képeimet, csak arra kérem, hogy tegyenek úgy, mint az a gyermek, aki én voltam: adjanak elegendő időt a képek szemlélésére, melyeket eléjük tárok, hogy megtalálják az ösvényt, mely hozzájuk vezet, és lehetővé teszi, hogy ott sétáljanak."

## Grafikai munkái

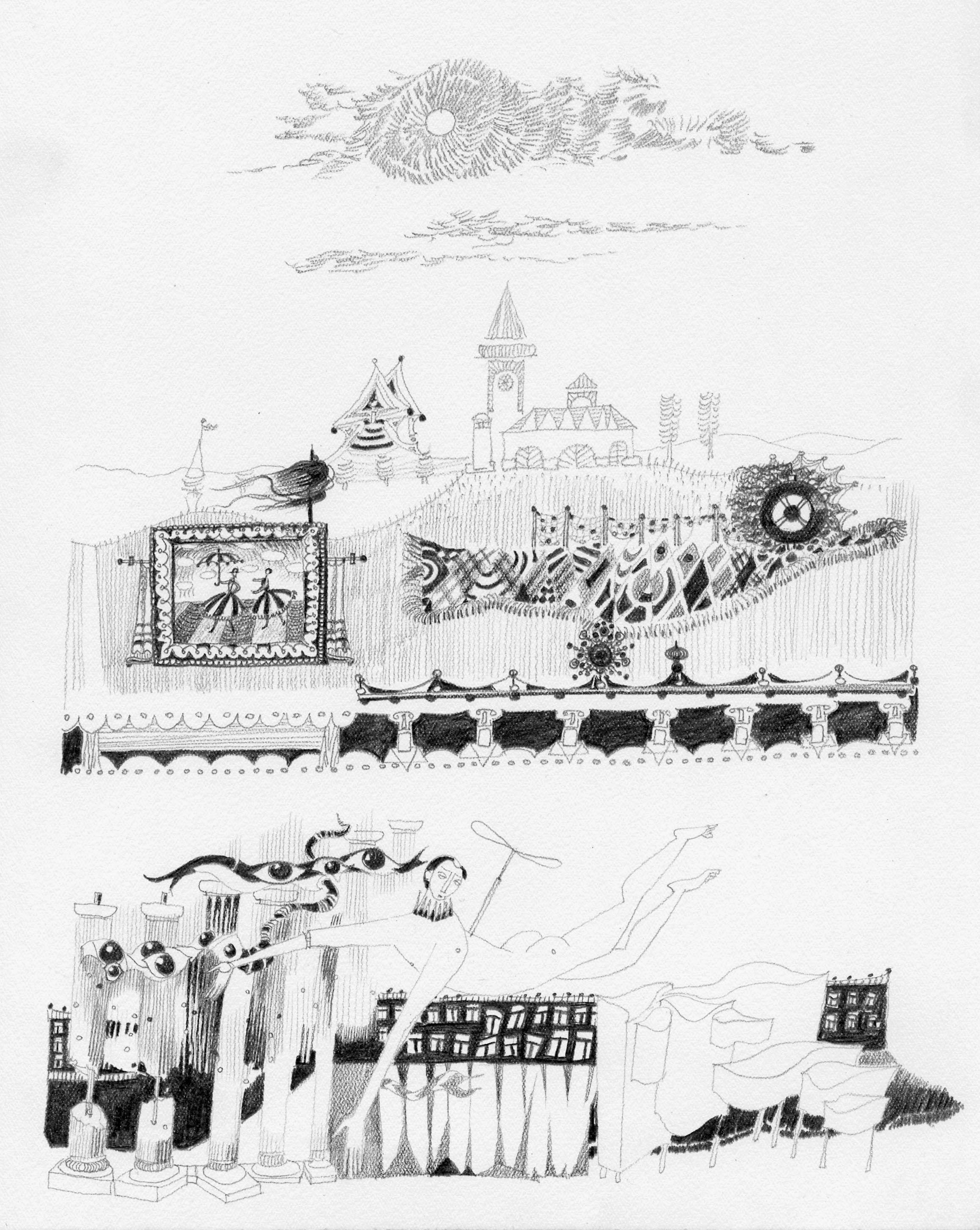
Szürrealista mese (1955)

Grafikai munkásságáról írt tanulmányában Sarane Alexandrian, a szürrealizmus jelentős kutatója abból a megállapításból indult ki, hogy más alkotókkal ellentétben, akiknél a rajzolói és festői tevékenység összekapcsolódik egymással, Rozsda Endre "kettős értelemben művész. A rajzoló és a festő csaknem teljesen különbözik benne. Mindkettő párhuzamosan végzi a dolgát, mindkettő vizuális univerzumokba torkollik, anélkül hogy bármilyen kapcsolatban állnának egymással."
Valóban, az átalakulásoknak az a folyamata, amely Rozsda festészetét a posztimpresszionizmusból kiindulva a szürrealizmuson át a lírai absztrakcióig vezette, a grafikai munkáiban nem található meg. Az életművének ez a része önálló birodalom, amelyet egységesen a Breton által abban a bizonyos beszélgetésben szürrealistának nevezett felfogás teremtett meg. Rozsda minden korszakában valószínűtlen változatosságban készített figurális és absztrakt rajzokat, vagy gyakran e kettő sajátos ötvözetét, de ez a tematikai és technikai sokszínűség nincs ellentmondásban azzal a felismeréssel, hogy az életművének ezt a részét végig ugyanaz a szürrealista törekvés hozta létre, amely a képzelő felszabadítására és a tudat rejtett lakóinak bemutatására irányul. Ez akkor is igaz, amikor egyszerű formák játékos ritmusára komponált kifinomult könnyedséggel, érzéki utalásokat tartalmazó rajzot, és akkor is, amikor fantasztikus lényekkel teli, sötéten örvénylő látomásokat örökített meg rendkívüli aprólékossággal.
Rozsda festményei és grafikái közti különbségeket vizsgálva Sarane Alexandrian még egy érdekes jellegzetességre mutatott rá. Egyes "rajzokon olyan minőséggel találkozunk, amely nincs meg a festményein, vagy olyan alaposan elrejtőzik, hogy első látásra észre sem vesszük: a humor. Rozsda egyetlen ceruza- vagy tollvonással nevetségessé tudja tenni az általa megfigyelt valóság különböző oldalait. (...) Humora leggyakrabban a fantázia világában mozgott, szívesen alkotott meghökkentő emberi alakokat is: trombitaszájú figurát, amelynek mellkasát és combját női mellek borítják. Vagy olyan groteszk, trapézformájú nőt,  mint Übü mama. Férfiportréja, amely tátott szájú, ásító (vagy kiáltó?) férfit ábrázol, állán kör alakú ráncokkal, egyszerre tragikus és komikus." Majd levonta a következtetést: "Ez a művész kétértelmű tudott lenni, és elment addig a határig, ahol öröm és fájdalom, nevetés és rettenet ér össze."

## Fotóművészete
Rozsda Endre a festészeten és grafikán kívül a fotográfiában is maradandót alkotott. Első fennmaradt fotóinak egyike egy tizennégy évesen készített önarckép, mely fotóművészetét és későbbi festészeti látásmódját is előrevetíti. Ezen az 1927-ben készült, meglepően összetett kompozíciójú fotón a tér mélysége eltűnik, az egyes részletek egy síkban látszanak, köztük a fiatal Rozsda arcképe, amit tükröződés segítségével tudott megörökíteni.
Fiatalabb korában sok szocio fotót készített, később elsősorban az olyan hétköznapi tárgyak érdekelték, mint a hervadó virágok, amiket nem szokványos megvilágításokkal vagy egymásra fényképezéssel értelmezett át. Egyik legtöbbet fényképezett témája azonban önmaga volt, egész életművét végigkísérik az önarcképek, melyeken gyakran megsokszorozva ábrázolta önmagát.
Festészetével ellentétben, fotográfiájában sincsenek éles váltások: egész életében ugyanaz inspirálta: a részletek megfigyelésével és különböző vizuális elemek egymásra építésével új képeket alkotni. Ennek megvalósításaként sokat fotózott tükröződéseket, kirakatokat, ablakokat. Előszeretettel exponált egy képkockára többször, sok esetben a fényképezőgép 90, 180 fokos elforgatásával. Különösen érdekesek azok a fotói, amelyekben az egymásra exponált képek közül az egyik valamelyik festményéről, a másik pedig a műterme körüli fákról és házakról készült.
Ezek a "látomás a látomásban" jellegű fotók mintha megpróbálnák elkapni a természeti és a festészeti valóság közti átlényegülés tünékeny pillanatát.
Végrendeletében számos fényképét, negatívját és diapozitívját a Magyar Fotográfiai Múzeumra hagyta.

## Fontosabb kiállításai
2019 - Grafikai munkák, Institut Balassi, Brüsszel
2018 - Találkozások, Galerie Les Yeux Fertiles, Párizs
2017 - Megtalált idő, Orangerie du Sénat, Luxemburg-kert, Párizs
2017 - Beavatás, Franciaország nagykövetsége és Várfok Galéria, Budapest
2013 - Rozsda centenárium, Magyar Nemzeti Galéria, Budapest
2006 - Emléknyomok, az '56-os forradalom ötvenedik évfordulója, Közép-európai Egyetem, Budapest
2004 - Egy fényképező festő, Mai Manó Ház, Budapest
2004 - Ünneplő tekintet, Palazzo Falconieri, Róma
2003 - A festő útja, New York-i Egyetem, New York
2001 - Grafikai retrospektív kiállítás, Szépművészeti Múzeum, Budapest
1999 - Szerelmes ember, Várfok Galéria, Budapest
1998 - Festészeti retrospektív kiállítás, Műcsarnok, Budapest
1997, 1993, 1987, 1985, 1984 - Rozsda, Bateau-Lavoir, Párizs
1991 - Galerie Maguy-Marraine, Lyon
1982 - Galerie Jacqueline Schotland, Bázel
1981 - Galerie Jansen, Párizs
1977 - The Vincent Mann Gallery, New Orleans, USA
1977 - Gallery 8, Claremont, USA
1970 - Hôtel Amigo, Brüsszel
1966 - International Gallery, Cleveland, USA
1957 - Galerie Furstenberg, Párizs
1963 - Galerie Furstenberg, Párizs
1946-1948 - Az Európai Iskola kiállításai
1943 - Alkotás Művészház, Budapest
1936 - Tamás Galéria, Budapest
Csoportos
2019 - Szürrealizmus - Harmadik szakasz (1945-1966), Galerie Les Yeux Fertiles, Párizs
2019 - Magyar szürrealizmus, Ferenczy Múzeum, Szentendre
2017 - Orient Express, Galerie Hervé Courtaigne, Párizs
2014 - Dada és szürrealizmus, Magyar Nemzeti Galéria, Budapest
2013 - Magyar festők a háború utáni Párizsban, Galerie Le Minotaure, Párizs
2010 - A Bateau-Lavoir művészei, Galerie La Hune Brenner, Párizs
2008 - Újrakezdés a nulláról. 1945-1949, Musée des Beaux-Arts, Lyon
2004 - Én! Önarcképek a 20. században, Musée du Luxembourg, Párizs
1991 - André Breton, Pompidou központ, Párizs
1990 - A szürrealisták, Schirn Kunsthalle, Frankfurt
1989 - A szürrealisták, Palazzo Reale, Milánó
1972 - A szürrealizmus 1922-1942, Haus der Kunst, München / Musée des Arts décoratifs, Párizs
1971 - A szürrealizmus szelleme, Galerie Baukunst, Köln
1967 - Zero-point II, Galerie de la Roue, Párizs
1965 - Galerie Furstenberg, Párizs
1964 - Galerie Charpentier, Párizs
1963 - Galerie Raymond Creuze, Párizs
1961 - Nemzetközi szürrealista kiállítás, Galerie Schwarz, Milánó
1960 - Antagonizmusok, Musée des arts Décoratifs, Párizs
1959 - Comparaisons, Musée d’Art Moderne, Párizs
1959 - Jüngere Maler der Gegenwart, Künstlerhaus, Bécs
1958 - Miroirs de Papier, Galerie La Main Gauche, Párizs
1957 - Salon comparaison, Musée d’Art Moderne, Párizs
1957 - Artistas Europeos Contemporaneos, Muséo Sivori, Buenos Aires

## Művei az alábbi gyűjteményekben találhatók meg
- Szépművészeti Múzeum, Budapest
- Kiscelli Múzeum, Fővárosi Képtár, Budapest
- Magyar Nemzeti Galéria, Budapest
- Ludwig Múzeum, Budapest
- Magyar Fotográfiai Múzeum, Kecskemét
- Pompidou Központ Archiválva 2018. január 29-i dátummal a Wayback Machine-ben, Párizs
- Musée d'Art Moderne de la Ville de Paris, Párizs
- Musée des Beaux-Arts, Dijon[halott link]
- Musée d’art moderne André Malraux — MuMa, Le Havre
- Musée d’Art Moderne de Saint-Etienne
- G. Nazionale d'Arte Moderna, Róma
- The Israel Museum, Jeruzsálem
- Várfok Galéria
- Galerie Les Yeux Fertiles